# Abteikirche Saint-Gilles

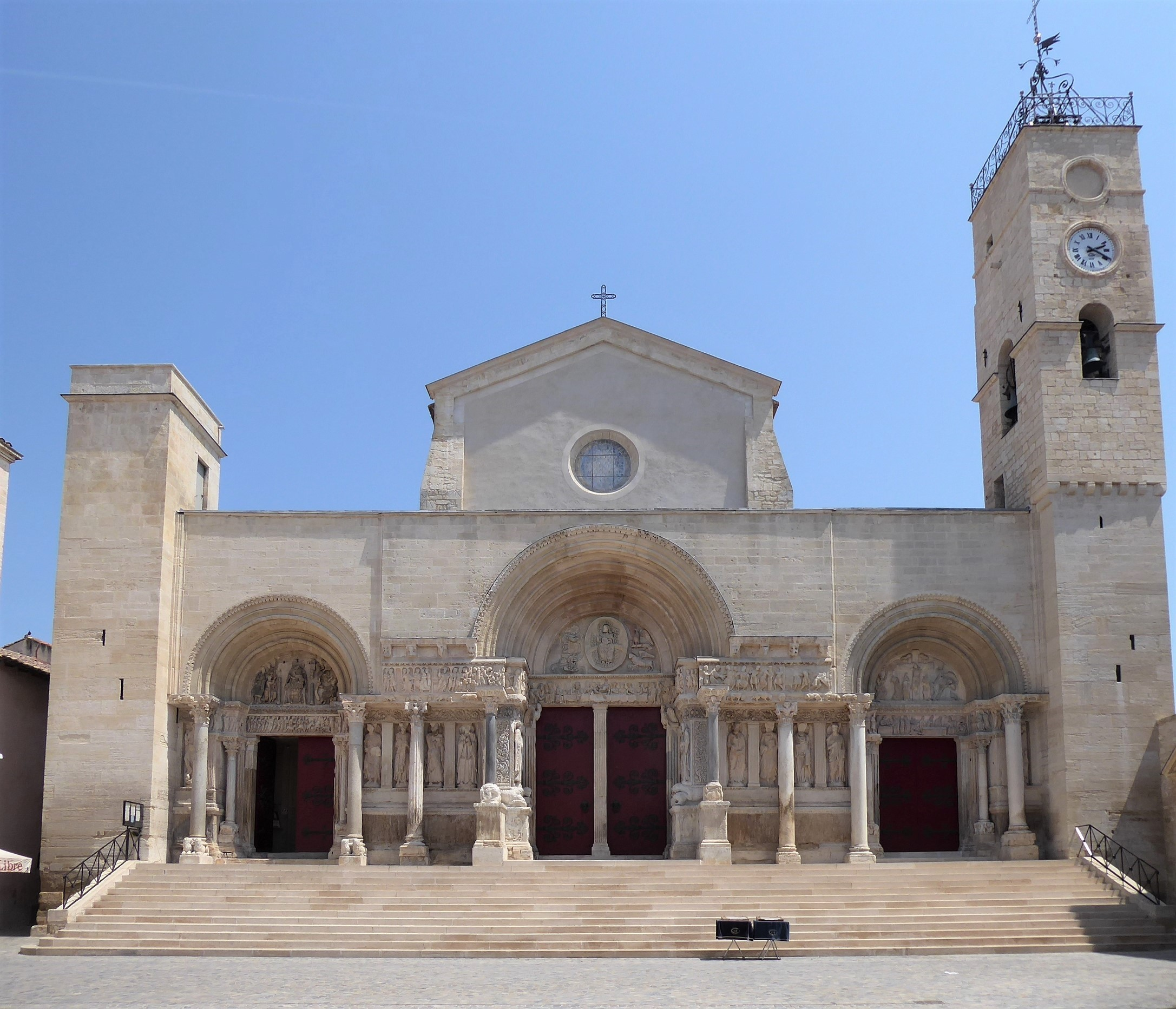
Abteikirche Saint-Gilles, Portalfassade

Die ehemalige Abteikirche Saint-Gilles liegt inmitten der gleichnamigen Ortschaft Saint-Gilles am nördlichen Rand der Camargue im Département Gard, Frankreich. Sie trägt auch die Bezeichnung Abteikirche St. Ägidius in Saint-Gilles oder Abteikirche des Hl. Ägidius in Saint-Gilles.
Bekannt ist die ehemalige Abteikirche besonders durch ihre reich und kunstvoll gestaltete Fassade mit drei Portalen. Weitere Sehenswürdigkeiten sind die steinerne Spindeltreppe Vis de St-Gilles (Schraube von St-Gilles) und die Krypta, mit dem Grab ihres Patrons, des heiligen Ägidius.
St-Gilles gehörte einst zu den vier großen Wallfahrtszielen der Christenheit. Bis heute bildet sie eine bedeutende Etappe auf der Via Tolosana, einem der vier französischen Hauptabschnitte des Jakobswegs nach Santiago de Compostela.
Seit 1998 ist die Kirche als zum Jakobsweg in Frankreich gehörig ausgezeichnet und damit UNESCO-Welterbe.

## Geschichte

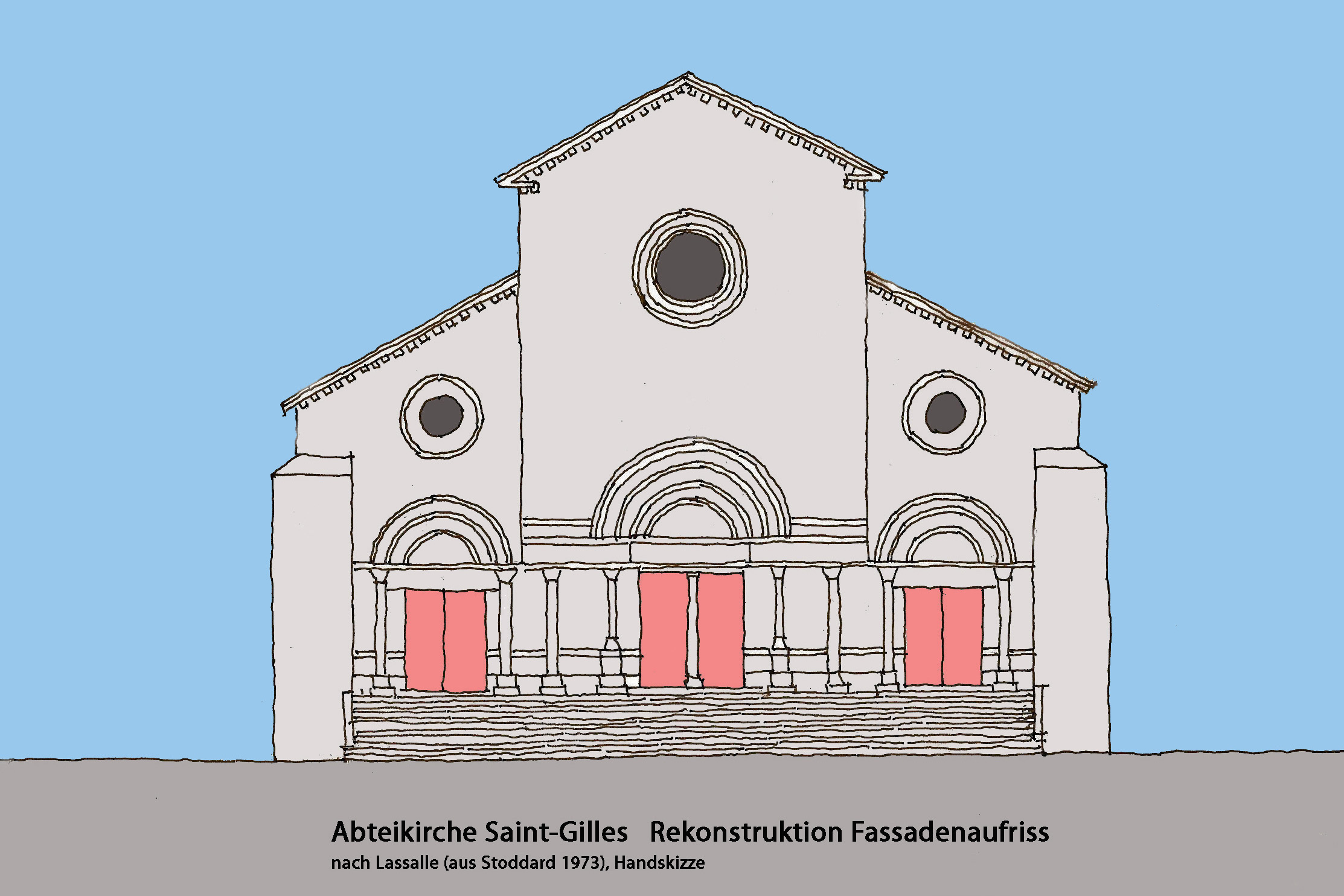
Rekonstruktion Fassadenaufriss der Kirche

Die Ursprünge des Klosters gehen auf eine Legende zurück, nach der sich der um 640 geborene heilige Ägidius (frz. Saint-Gilles), ein reicher Kaufmann aus Athen, an dieser Stelle in die Einsamkeit zurückgezogen haben soll, um fern dem Weltgetriebe ein Leben in Armut und Entsagung zu führen. Er soll sich von der Milch einer Hirschkuh ernährt haben und jahrelang in der Diözese von Nîmes als Einsiedler in einer Höhle an der Mündung der Rhone in das Mittelmeer gelebt haben.
680 gründete Ägidius die Abtei von Saint-Gilles, der er bis zu seinem Tode als Abt vorstand – der König ließ für ihn die Klostergebäude errichten. Ihm wurden zu seinen Lebzeiten etliche Wunder zugeschrieben. Nicht lange nach seinem Tod, wahrscheinlich um 720, strebte eine zunehmende Pilgerschar zum Grab des Eremiten. Im 9. Jahrhundert wurde das Kloster unmittelbar dem Papst unterstellt und kam etwa zweihundert Jahre später im 11. Jahrhundert in die Obhut des Benediktinerordens von Cluny, der mittlerweile zu Weltrang aufgestiegen war. In der sprunghaft angewachsenen Bedeutung des Pilgerwesens nahm das Kloster schon bald eine Schlüsselstellung ein.
Über Umfang und Aussehen des Klosters vor dem Bau der Anlage des 12. Jahrhunderts gibt es einen Passus in den Analecta Bollandiana. Dort wird eine Kirchenfamilie beschrieben, bestehend aus einer „ecclesia major“, die drei Krypten besaß, einer „Petruskirche“, deren Chor 80 Mönche fassen konnte und eine ausgedehnte Vorhallenanlage besaß, sowie einer „Marienkirche“. Über ihre genaue Lage und Architektur gibt es allerdings keine konkrete Aussage. Eine archäologische Grabung, die im Sommer 2004 veranlasst wurde, lässt aber drauf schließen, dass die Anlage auf demselben Gelände gestanden hat, auf dem sich heute die Überreste der Abtei des 12. Jahrhunderts befinden. Unmittelbar vor der Westfassade wurden neben Resten abgebrochener Bauten eine große Ansammlung menschlicher Gebeine und ein frühchristliches Grab freigelegt. Dass dort schon in vorromanischer Zeit Begräbnisse stattfanden, ist ein klares Indiz für eine sakrale Nutzung des Geländes.
St. Gilles war nicht nur Ziel einer regen Wallfahrt, sondern wurde ein Sammelpunkt für Jakobspilger, die vom östlichen Südfrankreich und Italien aus die Via Tolosana, einen der vier Hauptwege der Jakobspilger in Richtung Spanien, eingeschlagen hatten. Gleichermaßen schifften sich in St. Gilles, welches seit dem 11. Jahrhundert einen Seehafen besaß und durch einen Kanal an den Arm des Petit Rhone und darüber an das Mittelmeer angeschlossen war, alle aus Nordfrankreich kommenden Pilger ein, um dann Kurs auf Rom zu nehmen. So entwickelte sich St. Gilles zu einem wichtigen Wallfahrtszentrum in Südfrankreich mit großer wirtschaftlicher Bedeutung. Die Stadt soll im 13. Jahrhundert 40.000 Einwohner gezählt haben, heute sind es etwa 13.500.
Die romanische Kirche Saint-Gilles wurde im 12. Jahrhundert errichtet. Begonnen wurde das Bauwerk 1116 und fand seinen Abschluss in der Portalfassade, einer monumentalen Schauwand. Nach den Inschriften eines gewissen „Petrus Brunus“ unter den Standbildern des Matthäus und des Bartholomäus wird sie auf die letzten Jahrzehnte des 12. Jahrhunderts datiert. In jüngerer Zeit ist durch genaue stilkritische Vergleiche der Zeitraum der Entstehung der Fassade auf die Jahre zwischen 1125 und 1150 eingegrenzt worden. Damit partizipierte die Abtei am Höhepunkt der Jakobspilgerschaft in der ersten Hälfte des 12. Jahrhunderts.
Auch die Grafen von Toulouse trugen als die weltlichen Landesherren zum Aufstieg von St. Gilles bei. Raimund IV. von Toulouse (* 1041/1042; † 1105), der sich Raimund von St. Gilles nannte, vermutlich auch dort geboren wurde, dem das Land um das Kloster von St. Gilles gehörte, wählte diesen Ort zum Ausgangspunkt für den ersten Kreuzzug und wurde zu dessen führender Gestalt. Kloster und Graf waren sich allerdings nicht immer freundlich gesinnt. Für einen tätlichen Übergriff auf die Abtei musste Raimund IV. nach den Maßgaben der Synode von Clermont Buße tun.
Noch zügiger als sein Aufstieg folgte der Niedergang von St. Gilles. 1208 wurde der päpstliche Legat Pierre de Castelnau in der Stadt ermordet. Daraufhin rief Innozenz III. unverzüglich zum Kreuzzug gegen die Katharer, die man auch Albigenser nannte, nach ihrer Hochburg Albi. Auch die Unterwerfung Raimunds VI., der Mitwisser an diesem Attentat gewesen sein soll, konnte die Folgen nicht abwenden. Durch die Streitigkeiten zwischen Frankreich und England nach der Mitte des 12. Jahrhunderts gingen die Pilgerbewegungen nach Spanien zurück und die Kriege des 13./14. Jahrhunderts ließen sie gänzlich zusammenbrechen. Auch der Albigenserkrieg ließ die Pilgerströme abschwellen und mit ihnen versiegten die vorher reichlich sprudelnden Geldquellen. Das Kloster unterstellte sich 1226 dem Schutz des französischen Königs.
In den Hugenottenkriegen wurden im Jahre 1562 Abtei und Kirche verwüstet, in Brand gesteckt und die Mönche, soweit noch lebend, in den Brunnen der Krypta geworfen und ertränkt.
1622 erfolgte der Abriss des Campanile. Dabei blieben lediglich die Krypta, die Wände, Pfeilervorlagen und Pfeiler des Langhauses, die Spindeltreppe in der Nordseite des einstigen Chors und große Teile der Fassade erhalten.

St. Gilles, Lithographie Westfassade, Dauzats 1833, mit Mitteltreppe und verschlossenen Seitenportalen

Während der Französischen Revolution wurde auch die restliche Fassade weitgehend abgetragen und später aus erhaltenen Bruchstücken neu aufgebaut. Daher entspricht der heutige Zustand der Fassade in vielen Teilen nicht seinem ursprünglichen, womit sich auch der unterschiedliche Erhaltungszustand erklärt.
Die heutige Kirche ist im 17. Jahrhundert auf der alten Krypta in neugotischem Stil neu errichtet worden. Hinter ihrer Ostseite sieht man noch Fundamente und Säulenbasen von dem romanischen Bau, dieser wies nach dem Vorbild von Cluny, dem Urbild der Pilgerkirche, einen Chorumgang mit Kapellenkranz auf. In der Nordwand findet sich noch ein höherer Rest des alten Bauwerks, die berühmte Spindeltreppe zum Glockenturm, die Vis de St. Gilles.
Seit 1840 gaben der Architekt Charles-Auguste Questel mit dem Archäologen Le Normand und dem Ingenieur Anacréon Delmas den Überresten der Kirche ihr heutiges Aussehen. Zwischen 1842 und 1845 reinigte er die Chorruinen und verwandelte sie in ein Museum. Des Weiteren räumte er die Krypta auf und stellte die Fassade wieder her.
Die Beschädigungen der Verzierungen der Portalfassade wurden restauriert und dabei die Seitenportale wieder geöffnet. Es entstand dabei eine neue Freitreppe, die die mittlere Treppe durch eine über die ganze Fassade reichende Treppe ersetzte. Einige Häuser des Vorplatzes, die die Sicht auf die Fassade verdeckten, wurden abgebrochen, was den heutigen Platz ermöglichte.

## Architektur

### Fassade

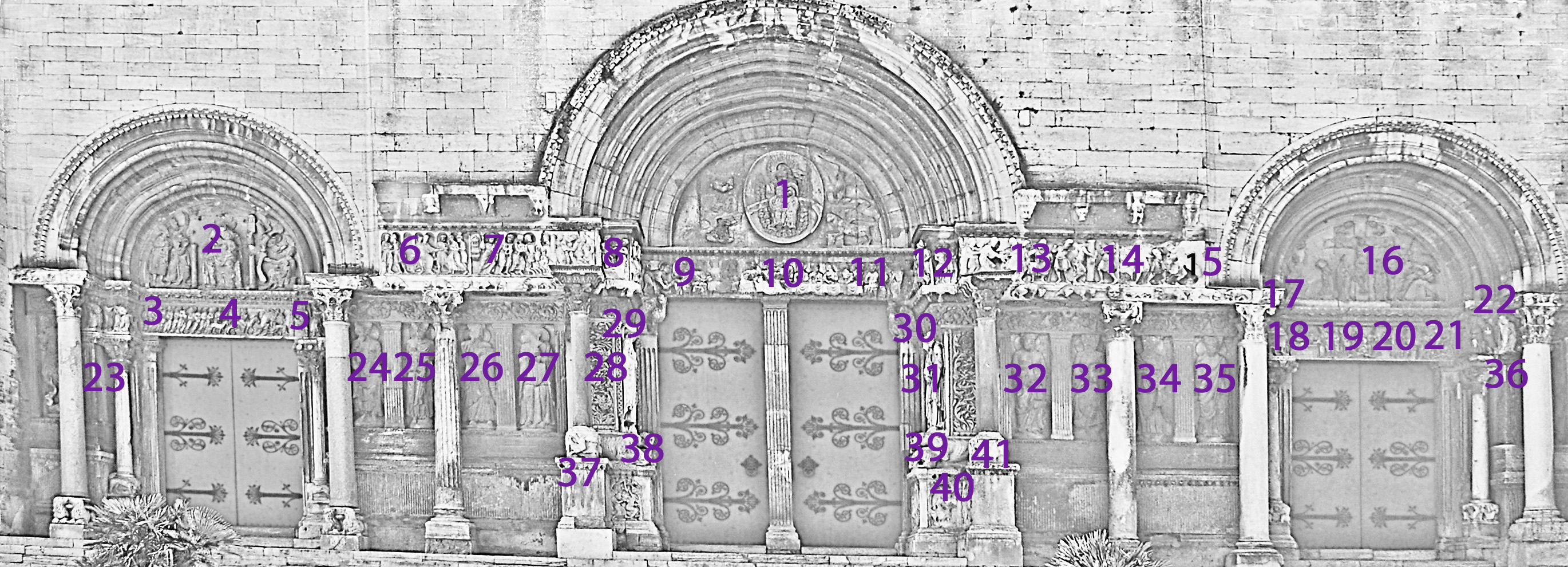
Zuordnung der Fassadendarstellungen

| 1. Weltgericht (fragmentarisch) 2. Anbetung der Heiligen drei Könige 3. Vorbereitung zum Einzug in Jerusalem 4. Einzug in Jerusalem 5. Die Juden bejubeln Christus in Jerusalem 6. Judas nimmt die Silberlinge entgegen 7. Christus vertreibt die Händler aus dem Tempel 8. Auferweckung des Lazarus 9. Fußwaschung Petri 10. Abendmahl 11. Gefangennahme Jesu 12. Soldaten 13. Christus vor Pilatus 14. Geißelung 15. Kreuztragung 16. Kreuzigung 17. Die Jünger in Emmaus 18. Das „Noli me tangere“ 19. Christus in Bethanien 20. Die heiligen Frauen und Salbölhändler | 1. Die heiligen Frauen am leeren Grab 2. Christus erscheint den Jüngern 3. Erzengel Michael 4. Matthäus 5. Bartholomäus 6. Thomas 7. Jakobus der Jüngerer 8. Johannes Evangelist 9. Jakobus der Ältere 10. Paulus 11. Apostel 12. Apostel 13. Apostel 14. Apostel 15. Apostel 16. Erzengel Gabriel 17. Kain tötet Abel 18. Das Opfer Kains und Abels 19. David tötet Goliath 20. Der falsche Prophet Bileam 21. Kentaur Quelle: |

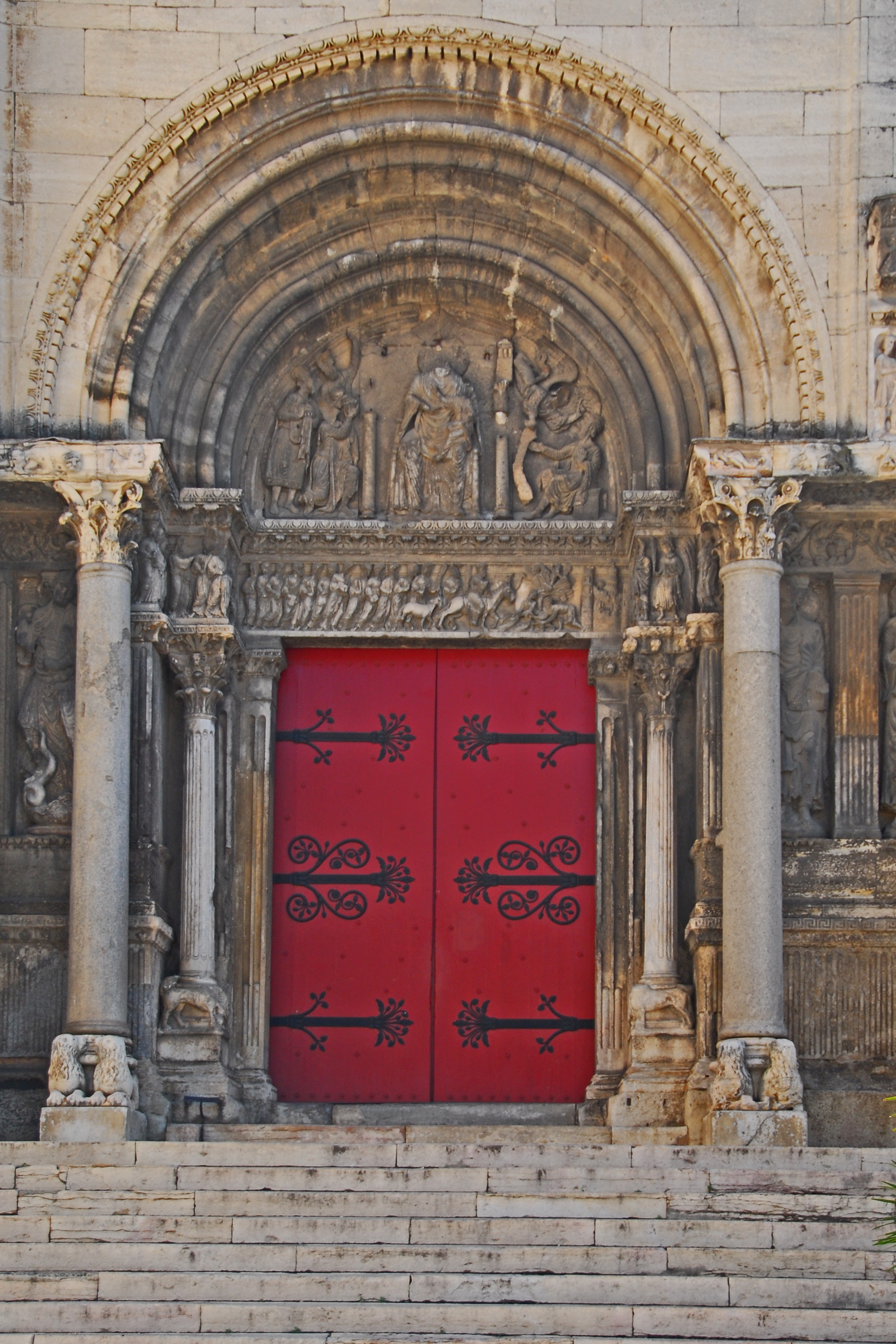
Nordportal: 2–5, 25
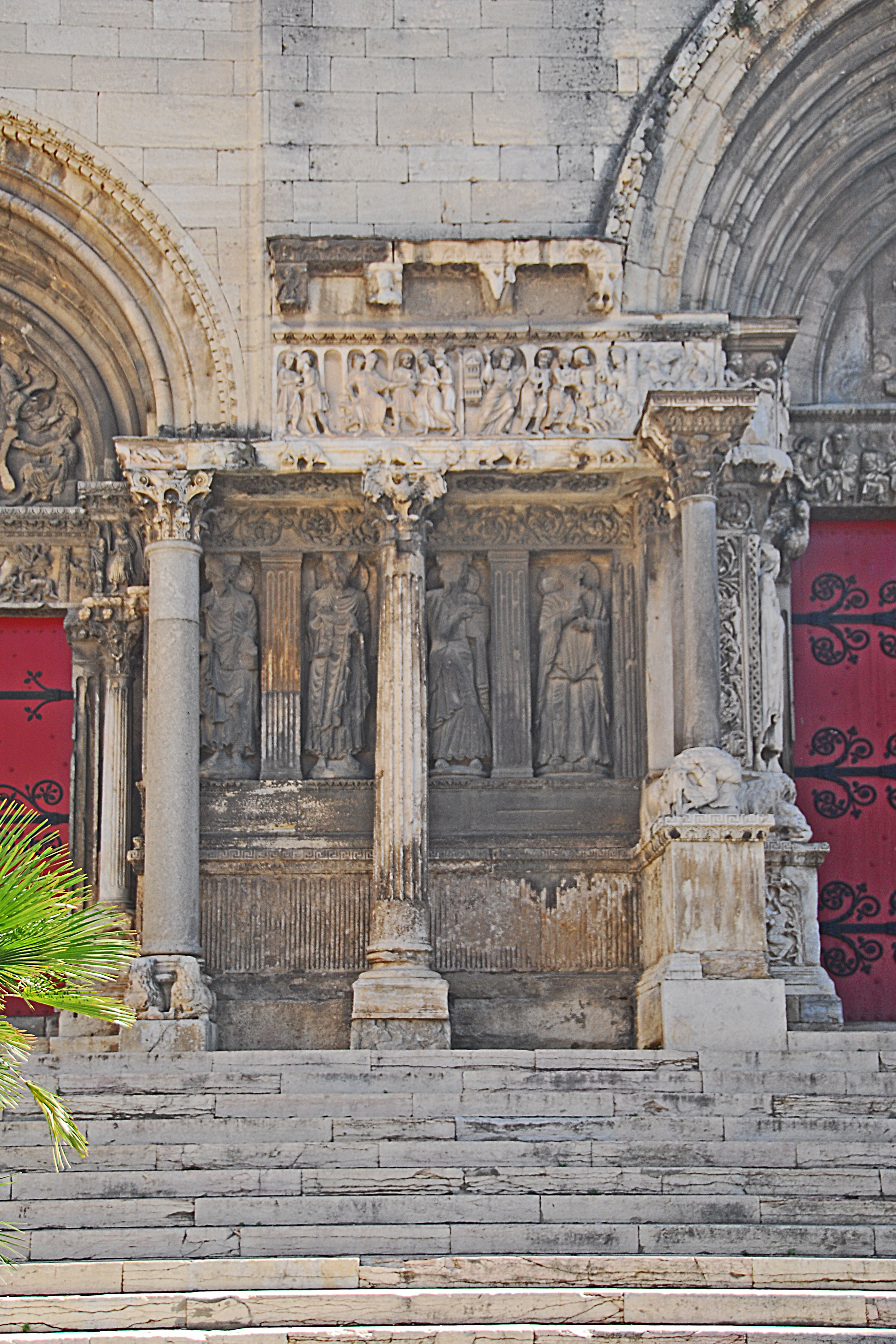
Abschnitt links vom Hauptportal: 24–27
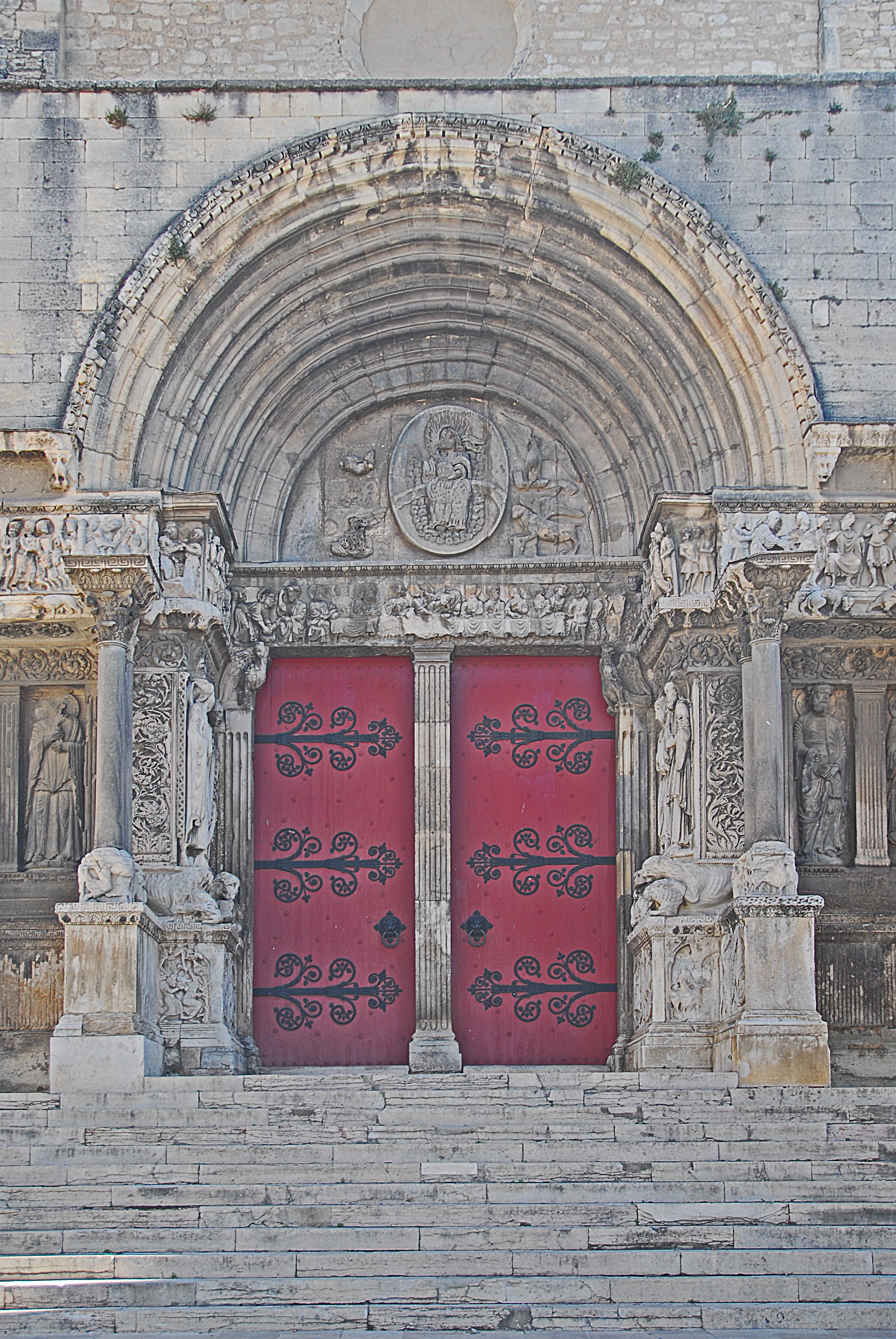
Hauptportal: 1, 8–12
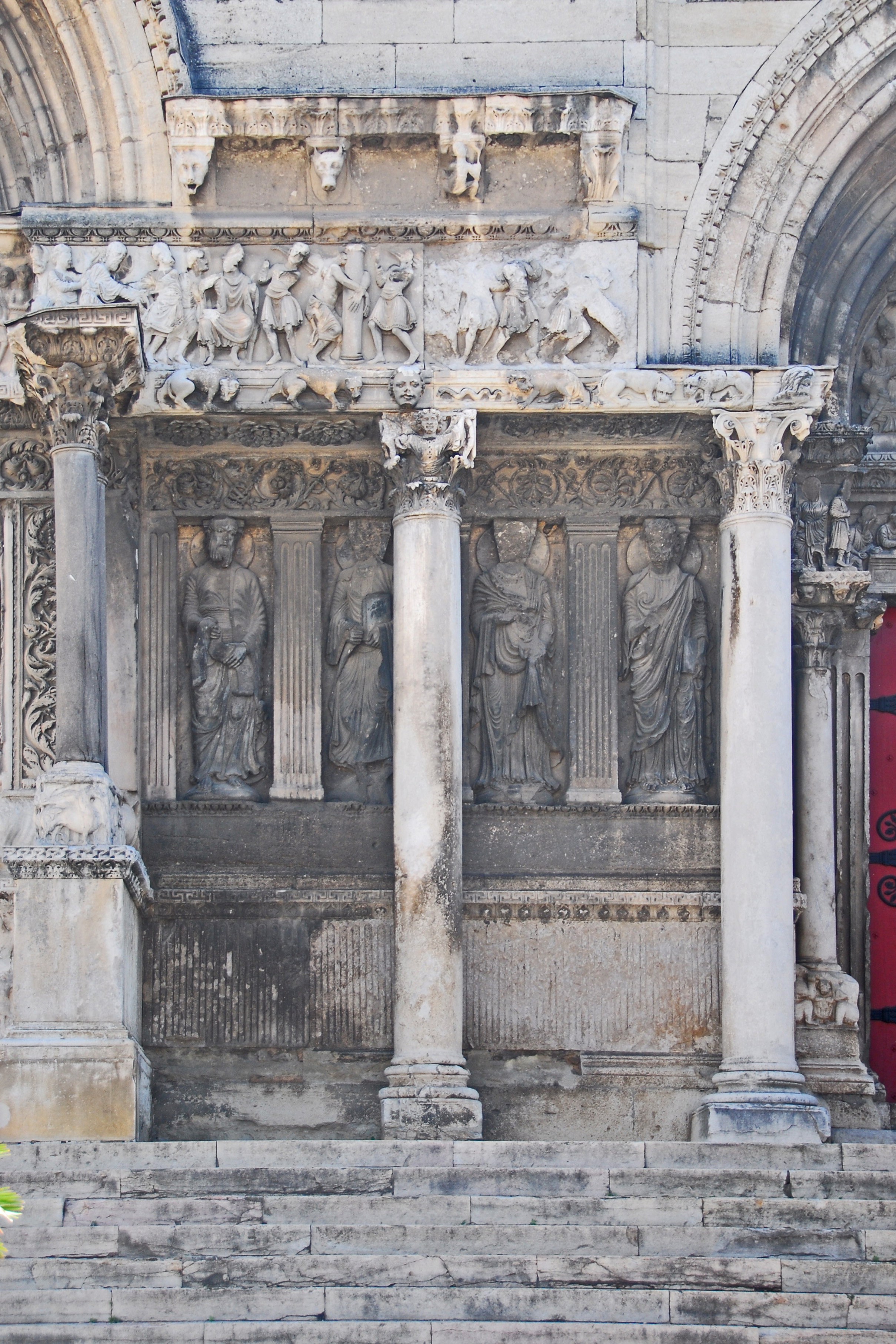
Abschnitt rechts vom Hauptportal: 32–35
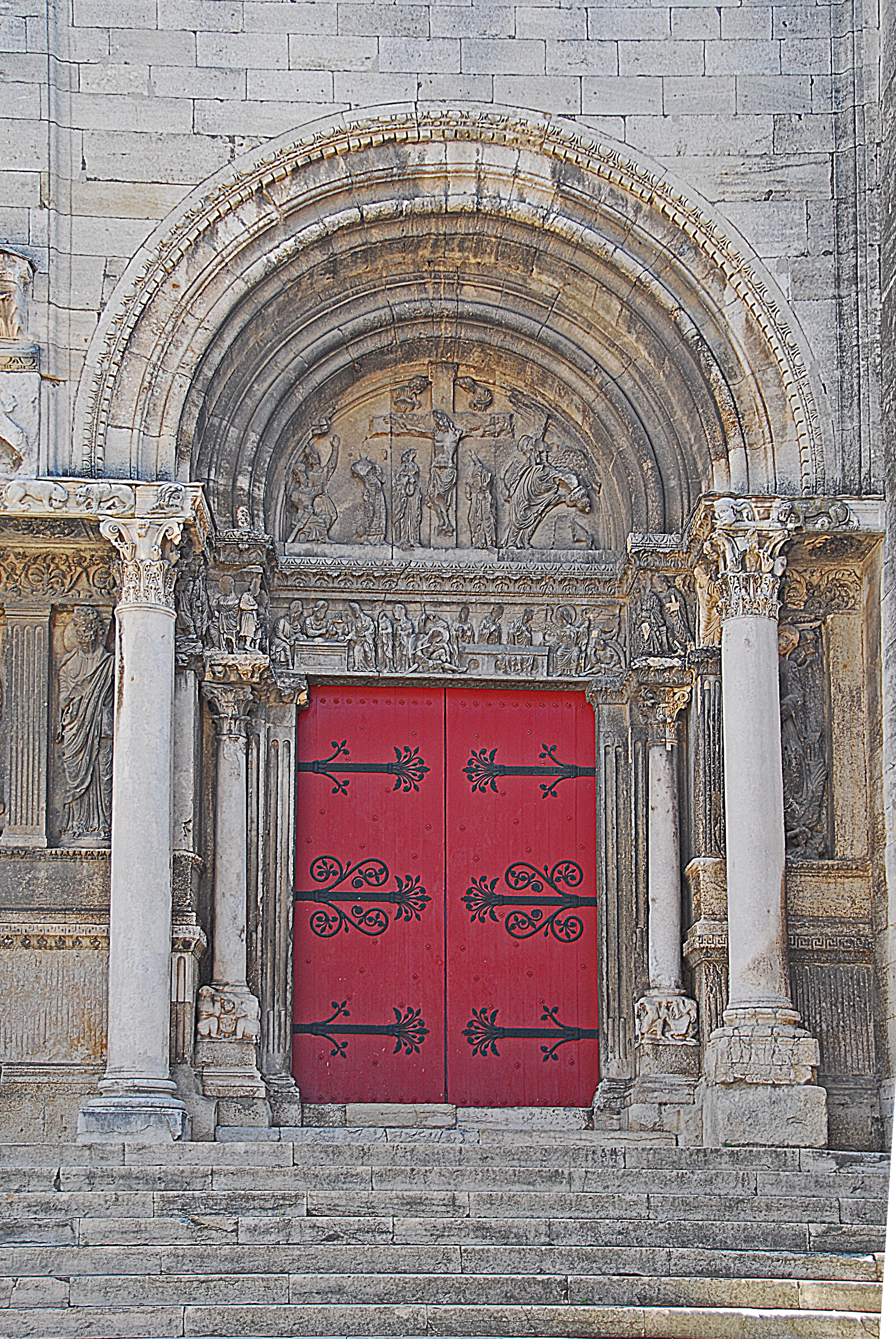
Südportal: 16–22

Die Fassade oder Portalanlage von Saint-Gilles nimmt die gesamte Breite der Westfront der Kirche ein. Neben St. Trophime d’Arles ist sie eine der bedeutendsten in der Provence. Sie wird beidseitig begrenzt durch zwei schlanke im Grundriss quadratische turmartige Pfeilermassive, die gegenüber der Fassadenfront etwa einen Meter vorstehen, mit innenliegenden Spindeltreppen. Das nördliche überragt die Fassade um etwa vier Meter, das südliche ist deutlich höher und enthält eine Glockenstube. Die Türme sind nicht von Helmen, sondern von begehbaren Dachflächen abgedeckt.
Der heutige waagerecht durchgehende Wandabschluss unmittelbar über den obersten Hauptportalarchivolten hat ihr befremdlich fragmentarisches Erscheinungsbild ebenfalls den Zerstörungen der Religionskriege zu verdanken. Nachdem die oberen Wandpartien vermutlich beim Abriss der Gebäude des Langhauses abgegangen waren, erhielt die Westwand diesen geraden Abschluss ohne den baulichen Bezug zu der barocken Giebelwand des Mittelschiffs, die mit einem deutlichen Rücksprung nach Osten völlig isoliert oberhalb der Fassade erscheint. Die neuen Gewölbe der Seitenschiffe werden von der elf Meter hohen Schaufassade völlig verdeckt. Der heutige Betrachter muss sich einen wesentlich monumentaleren oberen Wandabschluss der Fassade als dreigeteilte Giebelwand vorstellen, die den Aufriss der Basilika widerspiegelte (siehe Rekonstruktion des Fassadenaufrisses nach Lassalle 1973). Mit dem aufwändigen Skulpturenprogramm wirkt die niedrige Westwand heute überladen. Der aufgesetzte Glockenturm über dem südlichen Treppenmassiv ist wie der gerade Wandabschluss eine barocke Zufügung. Beide Maßnahmen sind bescheidene Lösungen des Wiederaufbaus ohne ästhetischen Anspruch.
Die Grobgliederung der heutigen Fassade wird dominiert durch drei große vielfach abgestufte Archivoltenportale, das mittlere ist deutlich umfangreicher als die beiden äußeren. Die Portalöffnungen sind rechteckig, die äußeren mit zweiflügeligen Türen die inneren mit zwei einflügeligen Türen verschlossen, die von pilasterartigen Pfeilern mittig geteilt und seitlich begrenzt werden.
Die Fassade wird in ganzer Breite zwischen den Türmen von einem breiten architravartigen Band überzogen, das sich ohne Unterbrechung über die Portalgewände und unter den Tympana der Portale hinweg erstreckt. Auf ihm wird die Passion Christi szenenreich geschildert, im Gegensatz zu vorausgegangenen thematisch vielfältigeren Schilderungen des Lebens Jesu erstmals als geschlossener Passionszyklus.
Auf dem nördlichen Türsturz findet sich eine Darstellung des Einzuges in Jerusalem (Nr. 4), auf dem mittleren die Szenen der Fußwaschung (Nr. 9) und des Abendmahls (Nr. 10), auf dem südlichen die drei Marien mit dem Engel am leeren Grab Christi (Nr. 20 u. 21). In gleicher Höhe sind zwischen den Portalen weitere Reliefs angeordnet, so dass ein Fries nach antikem Vorbild entstand, der dem Leben Christi geweiht ist.
Das Tympanon des Mittelportals zeigt die Majestas Domini (Nr. 1) (im 17. Jahrhundert erneuert) umgeben von den Evangelistensymbolen, die aber nur noch in Rudimenten erhalten sind. Im Bogenfeld des nördlichen Portals sind die thronende Maria mit dem Kind, Josef und die Anbetung der Heiligen Drei Könige (Nr. 2) dargestellt, im südlichen die Kreuzigung (Nr. 16) (stark verstümmelt).
Vor den die Portale trennenden Wandabschnitten sind je drei glatte Säulen frei aufgestellt, die den Fries tragen. Sie sind mit skulptierten Kapitellen, Kämpfern und Basen auf kantigen Plinthen ausgestattet. Einige stehen auf kantigen Sockeln. Den Säulen seitlich des Hauptportals ist jeweils eine zweite vorgestellt, die keine Auflasten trägt. Die seitlichen Enden der Fassade werden von je einer Säule abgeschlossen. Gleiches gilt auch für die Seiten der äußerten Portale.
Zwischen den Säulen der Front sind jeweils zwei „Kastennischen“ eingelassen, die von der Unterkante des Architravs bis auf die halbe Säulenhöhe hinunter reichen und von kannelierten Pilastern getrennt werden. In den Nischen ist je ein Standbild eines Apostels oder Engels (Nr. 24–27 u. 32–35) aufgestellt. Diese Standbilder werden auf den Gewänden der Portale jeweils paarweise herumgeführt. Insgesamt sind es 14 Statuen.
Die Ausführung dieses gewaltigen Projekts war die Beschäftigung mehrerer Bildhauer-Kapazitäten notwendig, die aus dem ganzen Land berufen worden sind. Man hat drei verschiedene Meister festgestellt, einen in Toulouse geschulten Steinmetz, einen aus Burgund und einen aus Nordfrankreich. Letztem wird die feierliche Statuarik der großen Apostelstatuen zugeschrieben.
Neu sind auch aktuelle Anspielungen auf die zeitgenössische Geschichte. So findet sich etwa im Tympanon des Südportals neben der Kreuzigung das Bauwerk der Synagoge, die von einem Engel niedergestoßen wird, der auf seinem geneigten Haupt eine Krone trägt mit dem Abbild des Felsendoms, das Wahrzeichen des von Arabern besetzten Jerusalems. Dieses Motiv soll an den Erfolg des ersten Kreuzzugs erinnern.

### Vorbild und Nachwirkung

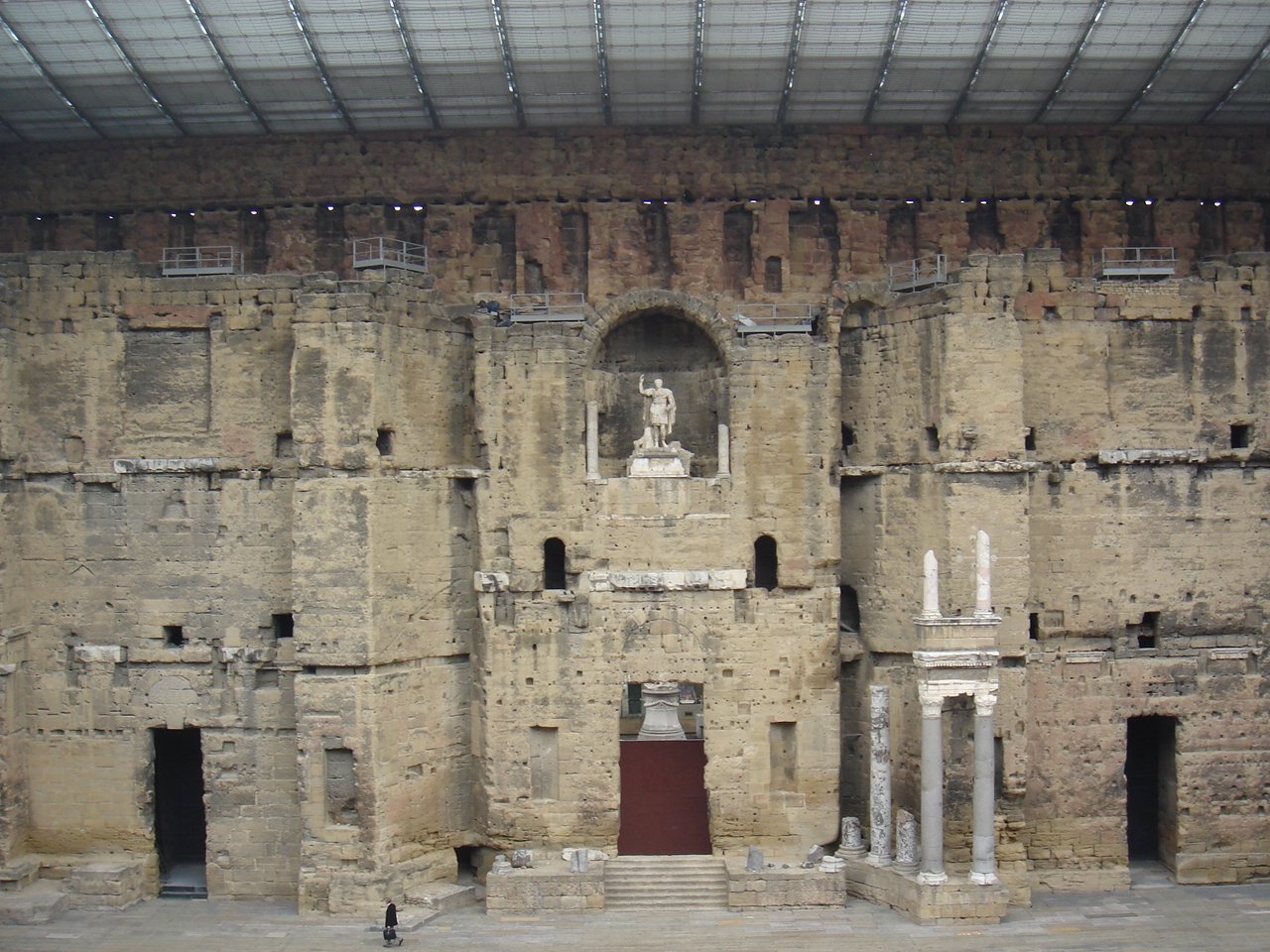
Röm. Theater Orange, Bühnenwand

Die amerikanische Kunsthistorikerin Carra Ferguson O’Meara hat 1977 die architekturhistorisch umstrittene Theorie aufgestellt, nach der sich diese Art der Portalanlage nicht von römischen Triumphbögen herleitet, sondern von der Bühnenwand des römischen Theaters. Diese war in der Regel mit drei Toren versehen – und das mittlere, das dem Herrscher vorbehalten war, sollte im Theater auch in seiner Ausschmückung als „Königstor“ gekennzeichnet und herausgehoben werden. Und nach diesem Vorbild soll auch die Portalanlage von St-Gilles gestaltet worden sein.
Gemäß dieser Sichtweise beschreibt Thorsten Droste den Charakter der Portale:

„Auf die Fassade von St-Gilles übertragen bedeutet dieser Zusammenhang, dass wir hier nicht nur formal die für die Romanik der Provence bezeichnende Antikennähe erleben, sondern dass die Fassade darüber hinaus in einem inhaltlichen Sinne als Abbild der königlichen Heimstatt des Erlösers, des Himmlischen Jerusalems, die Übersetzung antiken Geistes in christliche Gedanken darstellt. Vor diesem Hintergrund gewinnt das Bildprogramm eine tiefere Dimension. Der Architrav, der sich über die ganze Fassade hinzieht, schildert szenenreich die Passion Christi. Es beginnt mit dem Einzug in Jerusalem ganz links und endet mit der Erscheinung Christi vor den Jüngern.“

Das Mittelportal des römischen Kaisers aus dem antiken Theaterbau wurde hier zum königlichen Portal des christlichen Erlösers, zum Hauptportal, das in die Kirche hinein führt, die als Bauwerk selber für das Himmlische Jerusalem steht. Beide Deutungen, die hier als Vorbild entweder einen Triumphbogen oder eine Theaterwand sehen, stehen sich aber doch nahe. Denn sowohl die Grundform eines Triumphbogens als auch die einer römischen Theaterwand gehen auf sehr ähnliche Grundvorstellungen zurück, wie man sich den architektonischen Rahmen für den Einzug eines siegreichen Herrschers vorstellen will. Und als solcher gilt eben auch Christus.
Diese Portalanlage wurde in Manhattan für die Fassade der St Bartholomew’s Church von 1919 wieder aufgegriffen.

### Ehemalige Oberkirche

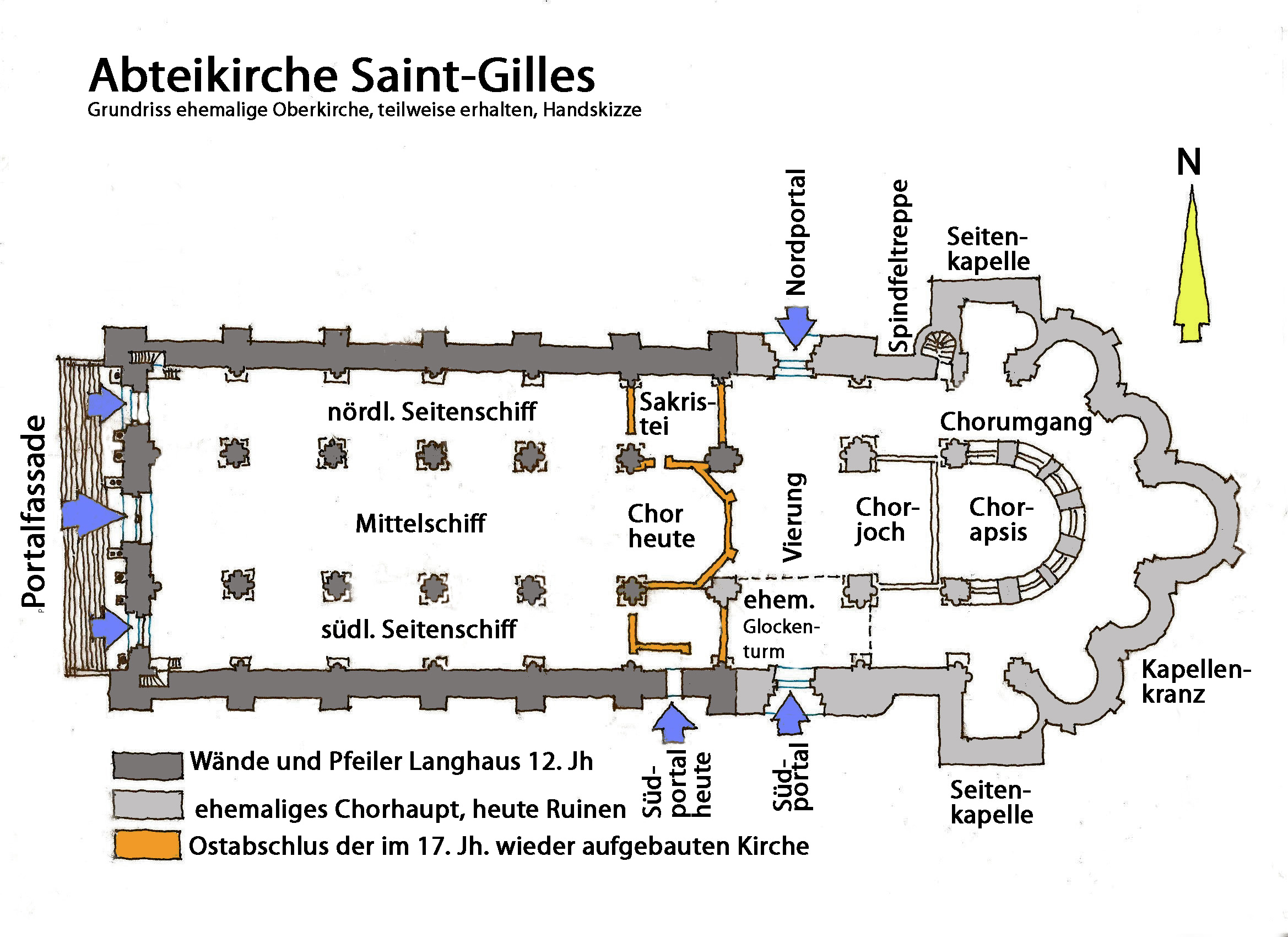
Abteikirche Saint-Gilles, Grundriss der ehem. Oberkirche, Handskizze

Von der ehemaligen romanischen Oberkirche, des 12. Jahrhunderts existierten heute nur spärliche Fragmente des Chorhauptes und die Wände, Pfeilervorlagen, die freistehenden Pfeiler des Langhauses, auf denen der obere Bereich der heutigen Oberkirche errichtet worden ist. Sie war ursprünglich etwa 100 Meter lang und ihr Langhaus 33 Meter breit (einschließlich Pfeilervorlagen). Die Höhe des Mittelschiffs betrug etwa 26 Meter und die der Seitenschiffe 15 Meter.
Das Langhaus besaß einen dreischiffigen und sechsjochigen basilikalen Aufriss die von halbrunden Tonnengewölben überdeckt wurden, die wahrscheinlich von Gurtbögen unterstützt worden sind. Das Langhaus war etwa so lang, wie die heutige Oberkirche. An das Langhaus schloss ein nur leicht ausladendes Querhaus mit einer fast quadratischen Vierung an. Bekannt ist, dass sich über seinem südlichen Arm ein Glockenturm erhob, was einen solchen auf dem Nordarm nicht ausschließt.
An das Vierungsjoch schloss ein Chorjoch an in Verlängerung der drei Schiffe des Langhauses. Das Chorjoch wurde durch eine im Grundriss halbkreisförmige Chorapsis abgeschlossen, deren gerundete Wände auf Pfeiler standen, die von einer halben Kuppelkalotte überdeckt war. Seine Höhe war aber wahrscheinlich kleiner als die der Schiffe. Die Chorapsis wurde von einem Umgang mit einem Grundriss in Form eines halben Kreisrings umschlossen, dessen Breite denen der Seitenschiffe entsprach. Dieser wurde wiederum von einem Kapellenkranz umschlossen, aus fünf Kranzkapellen dessen zentrale Scheitelkapelle breiter war, als die benachbarten. An die äußeren Kranzkapellen schloss noch je eine Seitenkapelle an, deren Apsidiole nach Osten ausgerichtet war.
Die nördlichen Außenwand des nördlichen Seitenschiffs des Chorhauptes besteht noch teilweise im Urzustand. In ihr versteckt sich die berühmte Spindeltreppe (siehe weiter unten). Ihre Bauweise und deren Verzierungen ähneln derjenigen der Westfassade, so etwa die Pfeiler mit halbrunden Diensten und korinthischen Kapitellen, mit Engeln, die sich auf dem Kelch des einen entfalten, sowie die geflügelte menschliche Gestalt, Symbol der heiligen Matthäus, auf einem Eckkapitell der nördlichen Seitenkapelle, durch Akanthusblätter geschmücktes Gesims, auf Kragsteine gestützt, die mit Laubwerk und Köpfen verziert sind. Ein schöner mit Oliven, Perlen und Röllchen dekorierter Okulus, öffnet sich in dieser Wand. Man findet auch der Ansatz eines Spitzbogens mit einem Zackenband, der denen in der Krypta ähnlich sieht.
Inmitten der ehemaligen Chorapsis ist auf einem korinthischen Kapitell eine Altarplatte aufgelegt, hinter der eine konisch sich verjüngenden Säule steht, deren Schaft mit Kanneluren verziert ist. Sie trägt eine zeitgenössische Büste, die Clemens IV. darstellt, der in St-Gilles geboren wurde und von 1256 bis 1268 Papst in Rom war. Sein Geburtshaus war nach alter Tradition das Haus des heutigen Museums „Maison la Ramaine“, mit einer Fassade aus dem 12. Jahrhundert.
An einer Pfeilerbasis im Chor gibt es als Ecksporn einen sich vor Schmerzen wälzenden Mann, dessen Bein unter der Säulenbasis eingeklemmt oder gar zerschmettert ist. Es soll wahrscheinlich an einen Unfall erinnern, der ihm bei den Bauarbeiten widerfuhr.
Im Chorumgang stehen heute einige römische Sarkophage, die Inschriften auf durch Ornamente umsäumte Kartuschen tragen, wie zum Beispiel geflügelte Amors oder gewundene Fruchtstände. Sie zeigen aber auf ihren Wänden christlichen Symbole, wie Kreisringe, die Kreuze umschließen, deren gleiche Arme wie Tatzenkreuze leicht aufgeweitet sind.
Die ursprüngliche romanische Kirche wurde während der Religionskriege 1562 bis 1598, an die sich noch der „Dreißigjährige Krieg“ 1618 bis 1648 anschloss, in großen Teilen abgebrochen, bis auf die oben genannten Überreste, die ganze Unterkirche und die wesentlichen Teile der Fassade.

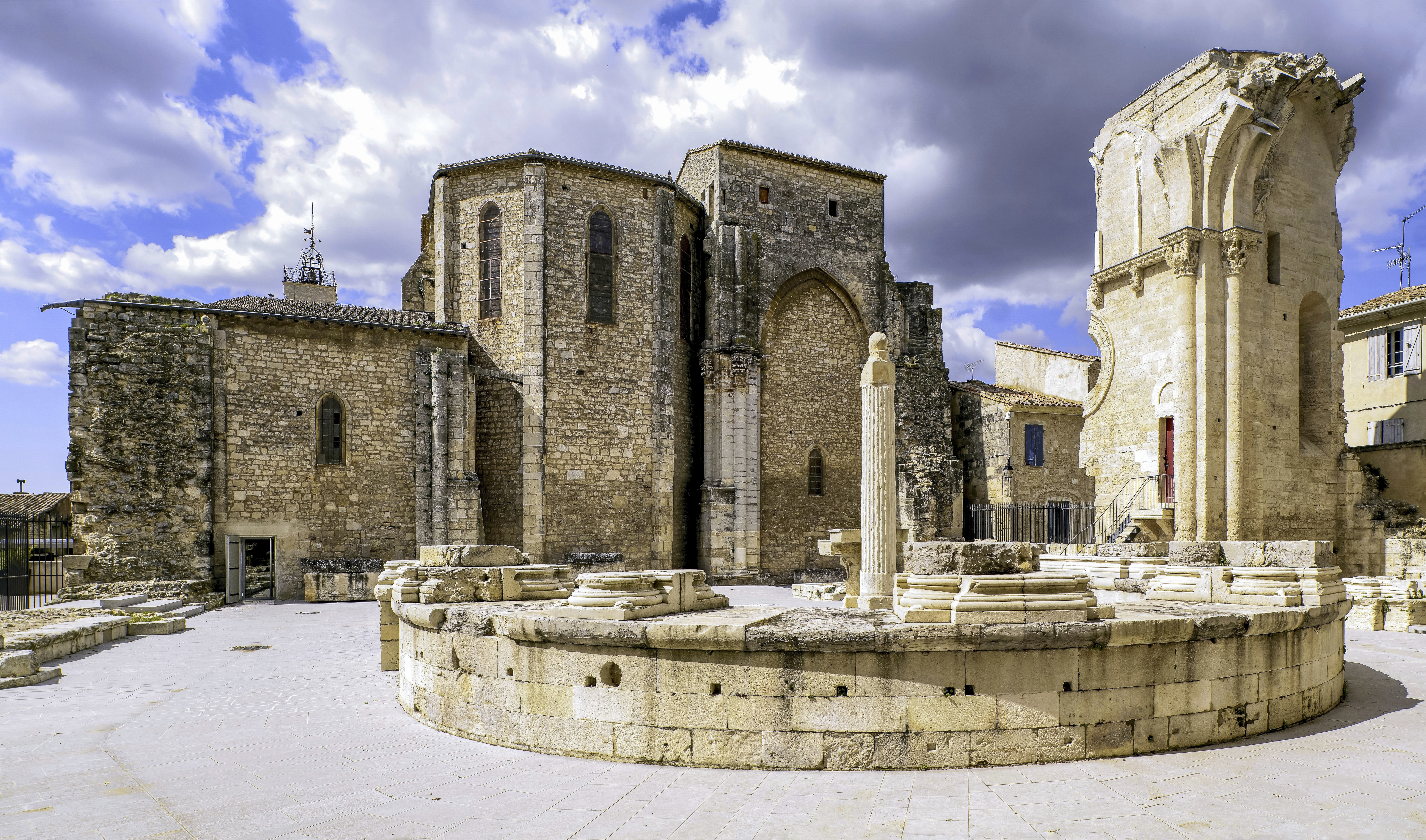
ehem. Chorbereich mit heutiger Chorpartie
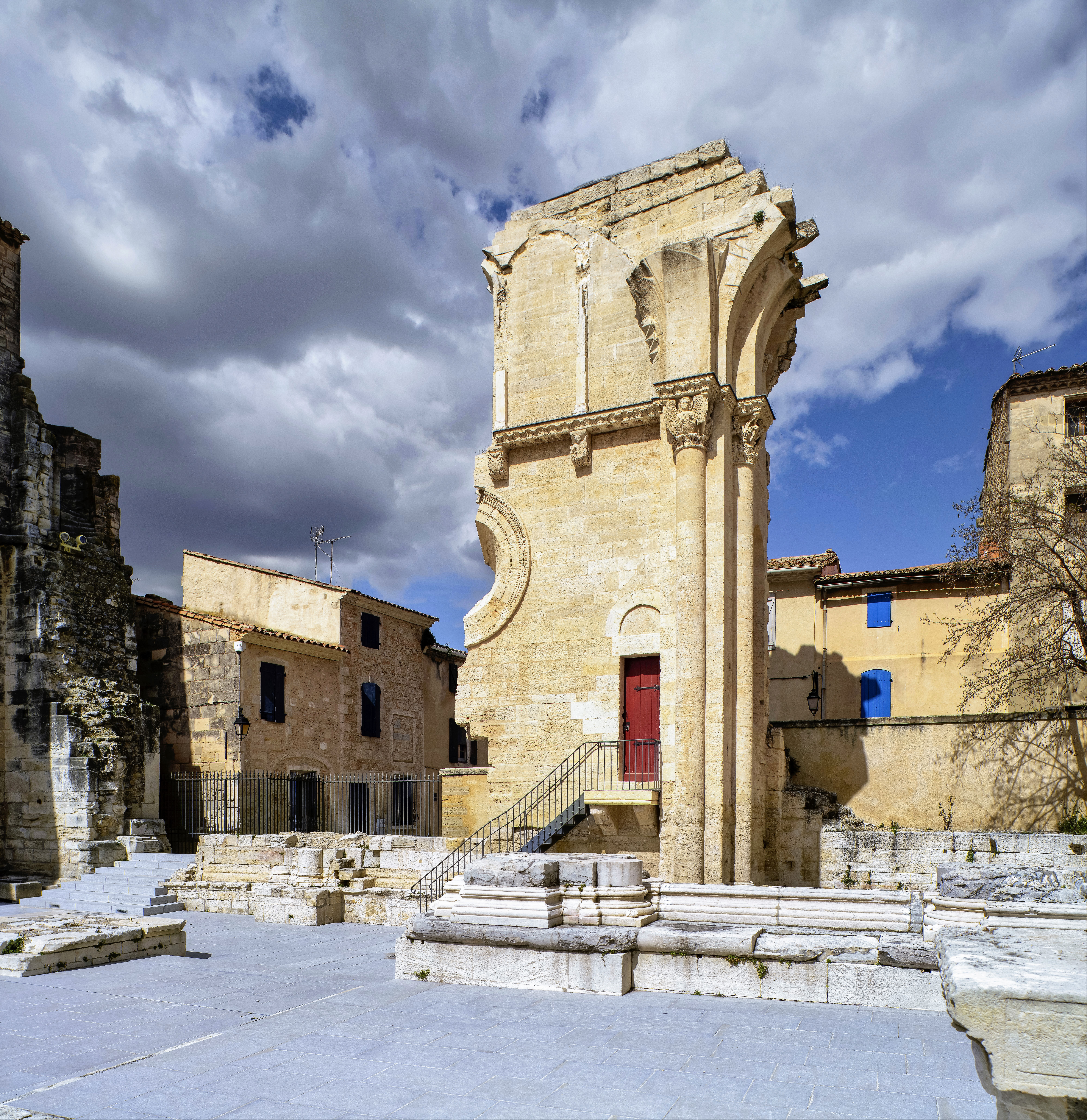
Treppenturm in der Nordwand der ehemaligen Oberkirche
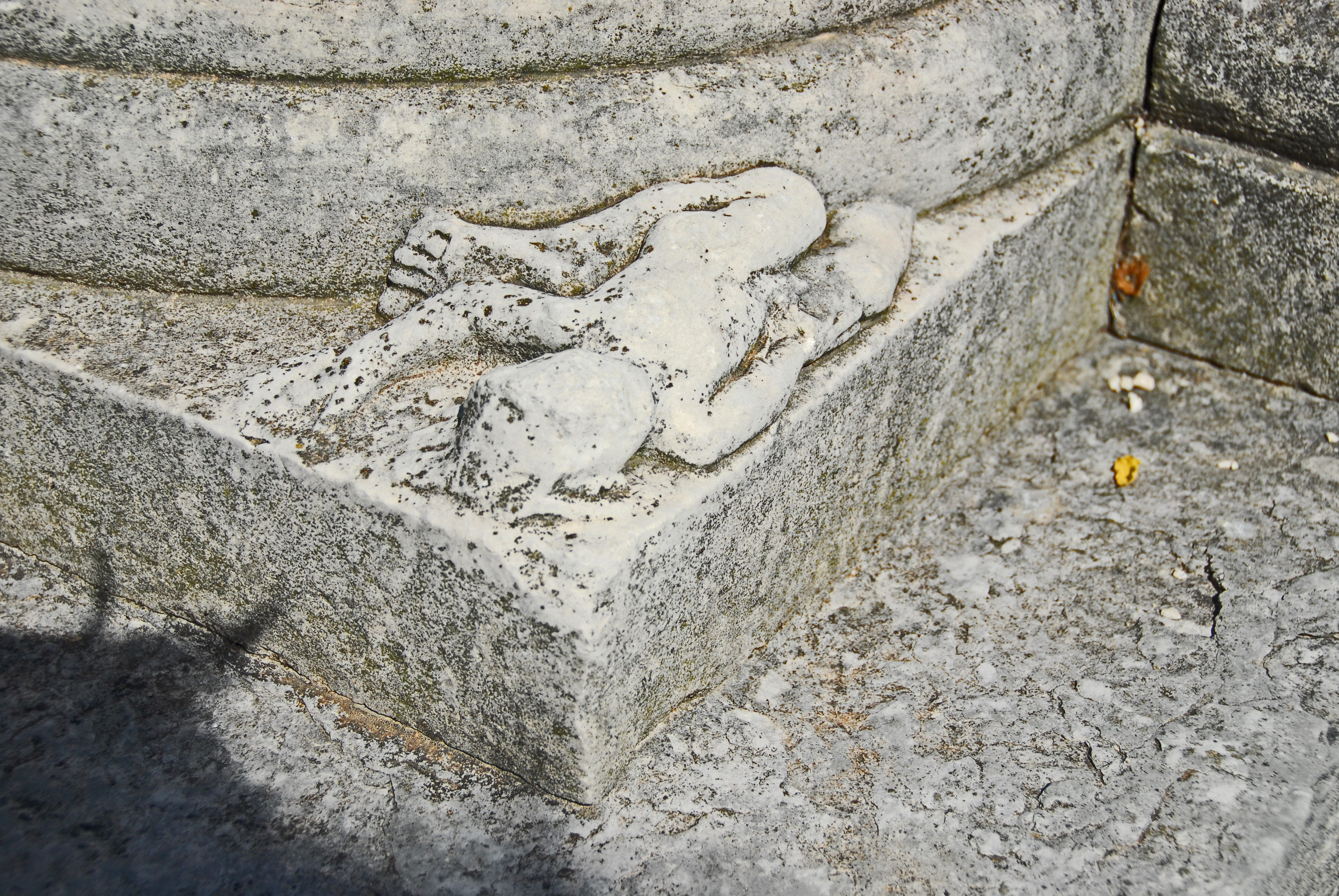
ehem. Chor, Ecksporn an Pfeilerbasis, Mann mit zerquetschtem Bein
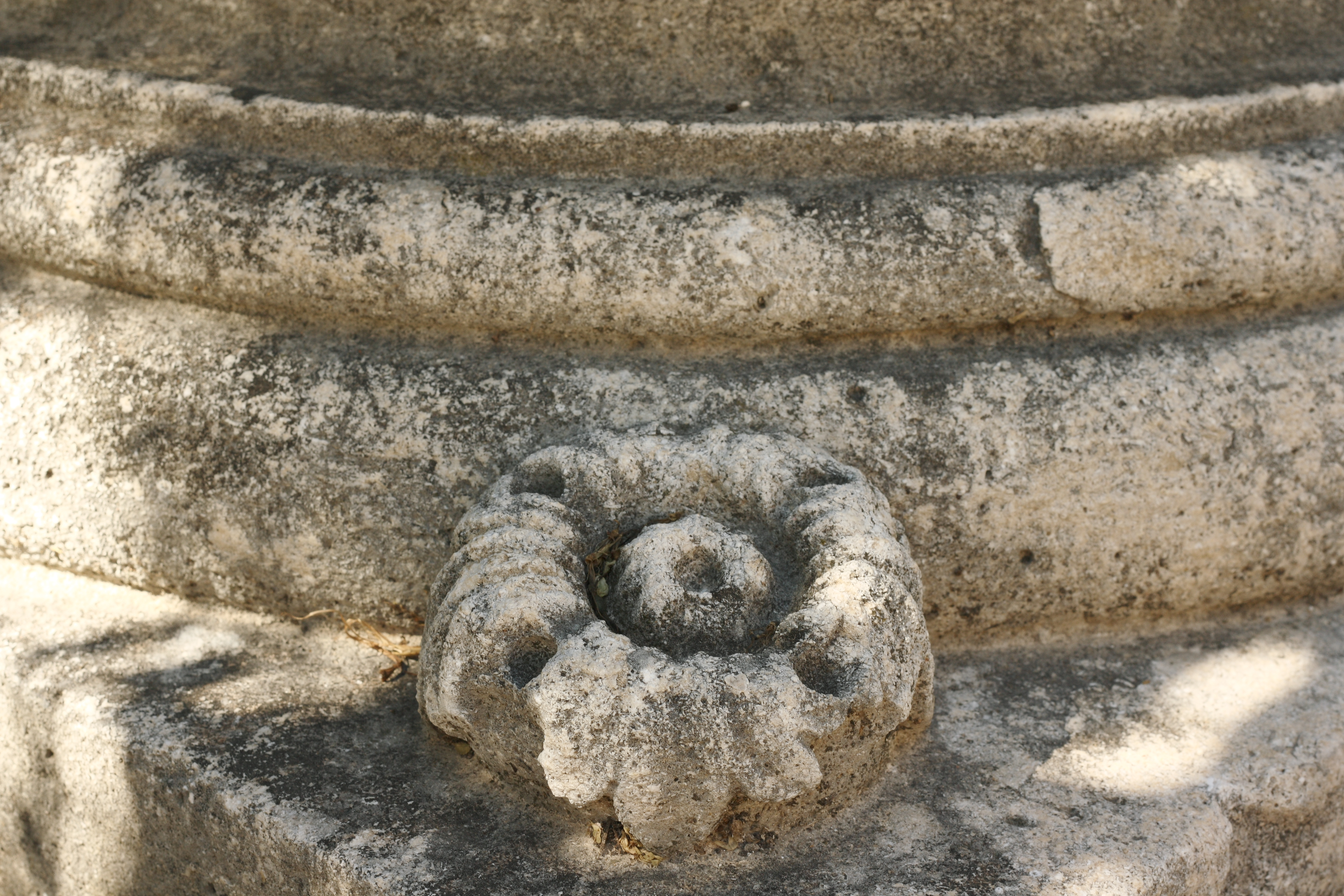
ehem. Chor, Pfeilerbasis mit Ecksporn

### Heutige Kirche

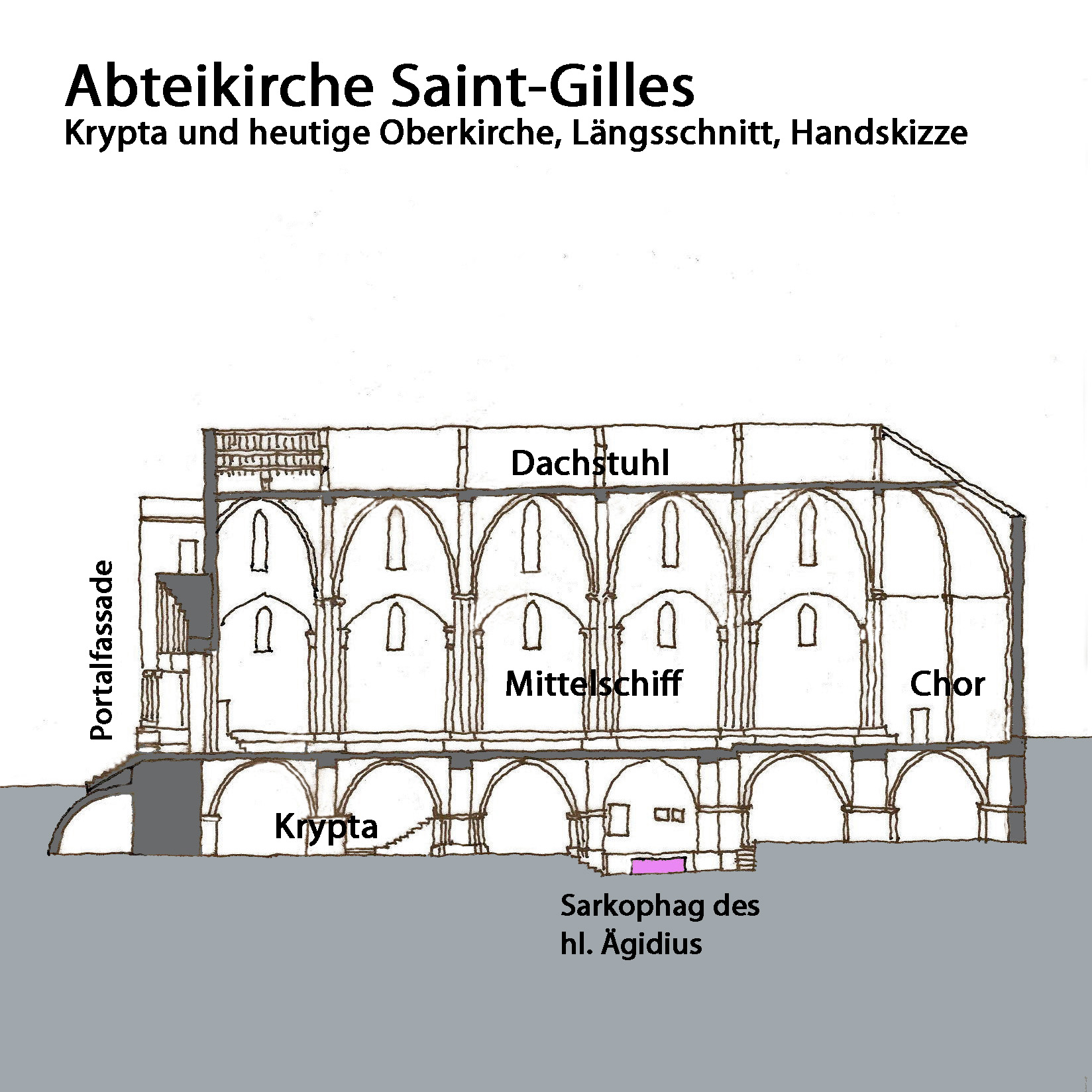
Heutige Kirche, Längsschnitt, Handskizze

Erst im Jahr 1650 konnten die Gläubigen der Stadtgemeinde erwägen, einen Teil der Kirche wieder aufzubauen, da bislang die finanziellen Mittel dazu fehlten. So wurde die heutige Kirche in der zweiten Hälfte des 17. Jahrhunderts im oberen Bereich mit bescheidenen Mitteln in neu- oder nachgotischem Stil neu errichtet. Als Basis dienten die Wände, Strebepfeiler, ihre freistehenden Pfeiler mit ihren halbrunden Diensten und Akanthuskapitellen der romanischen Kirche und deren erhaltene Krypta und der untere Bereich der Fassade. Letztere ist aber in der Französischen Revolution gänzlich abgetragen worden und erst später aus den Überresten größtenteils wieder ersetzt worden.
Die Länge der neuen Kirche beträgt einschließlich Chor etwa 60 Meter, seine Langhausbreite dürfte der ursprünglichen mit 33 Metern entsprechen. Die Höhe des Mittelschiffs wird mit 16 Metern angegeben, das bedeutet immerhin 10 Meter weniger, als das ursprüngliche. Das dreischiffige Langhaus besteht nunmehr aus fünf Jochen. Auch die östlichen Pfeiler des sechsten Jochs erhielten teilweise ihren Bestand. Dann hat man aber das sechste Joch durch den Einzug von Wänden in ein Chorhaupt verwandelt. Im Bereich des Mittelschiffs wurde der Chor mit dem Grundriss eines halben Achtecks abgetrennt. Beiderseits wurden Räume für Kapellen und die Sakristei angelegt.
Sämtliche Gewölbe des Langhauses und Chors sind neue spitzbogige Kreuzrippengewölbe. Die Arkaden der Scheidewände werden von extrem flachen Spitzbögen überdeckt. In jedem Joch sind in den Seitenschiff- und den Mittelschiffwänden jeweils mittig leicht spitzbogige Fenster ausgespart. Die im südlichen Seitenschiff sind die größten, die im Mittelschiff etwas kleiner und im nördlichen Seitenschiff sind es die kleinsten und schlanksten.

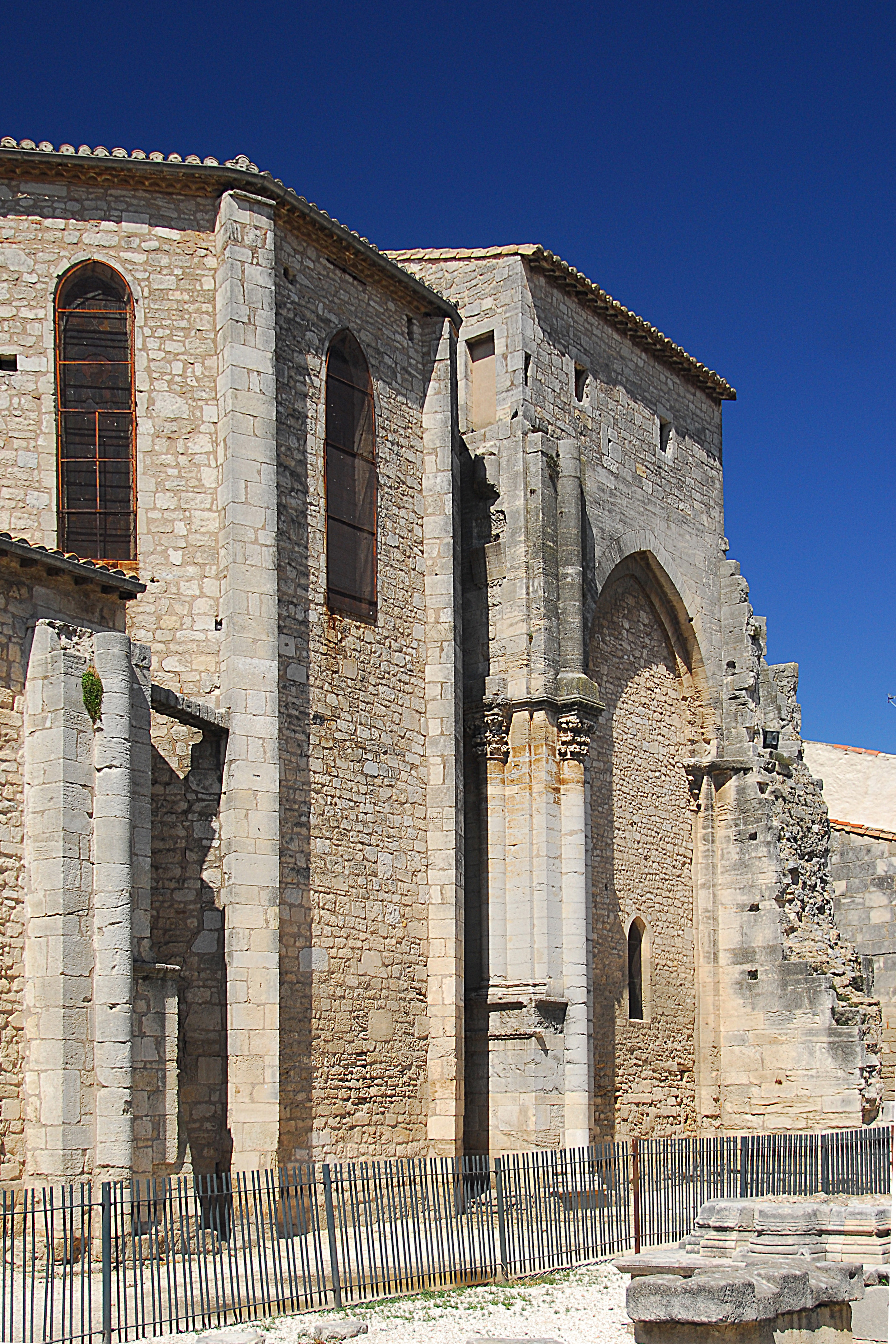
Heutige Kirche, Ostpartie
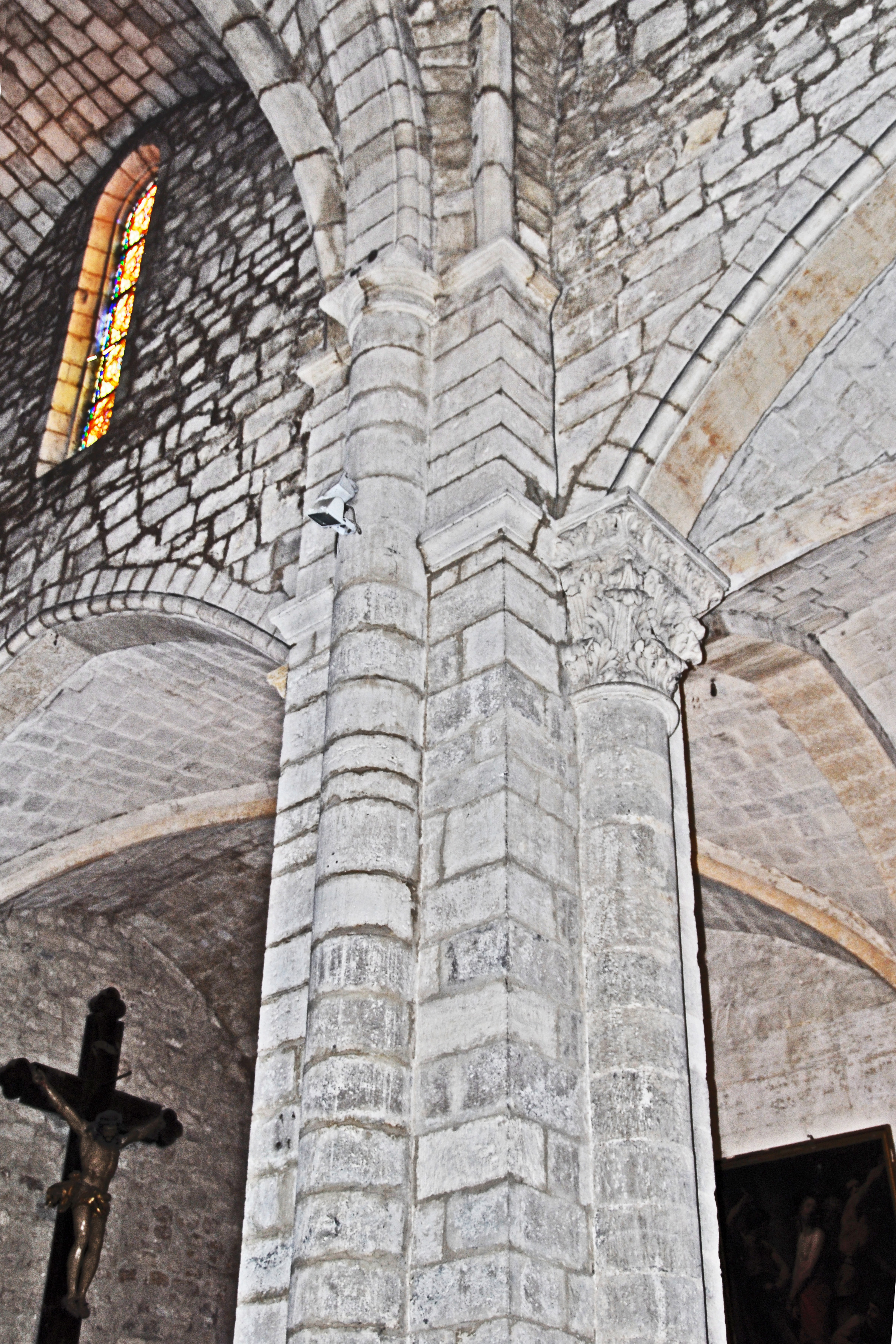
Heutige Kirche, Pfeiler in südl. Scheidewand
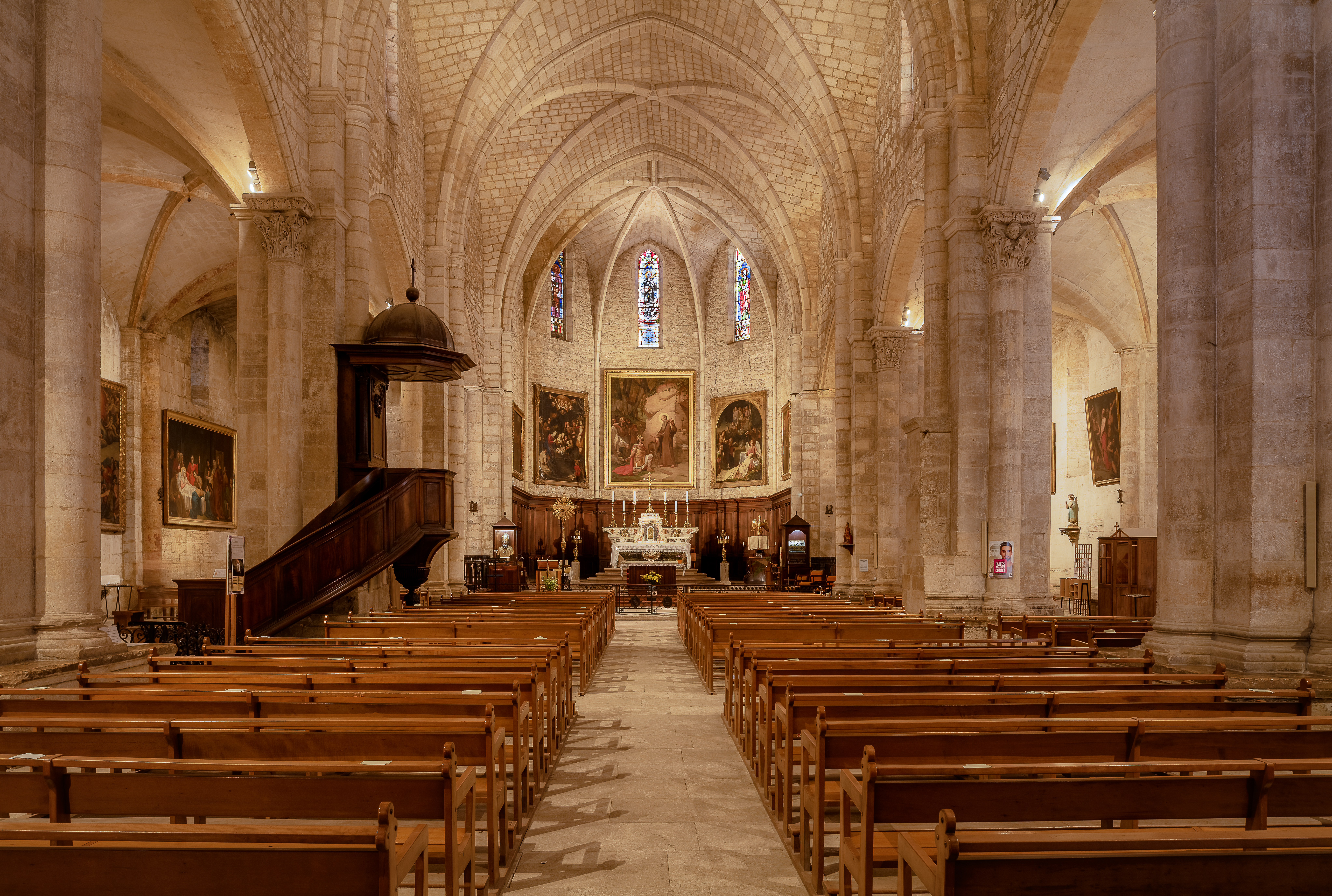
Heutige Kirche, Mittelschiff zum Chor

### Krypta

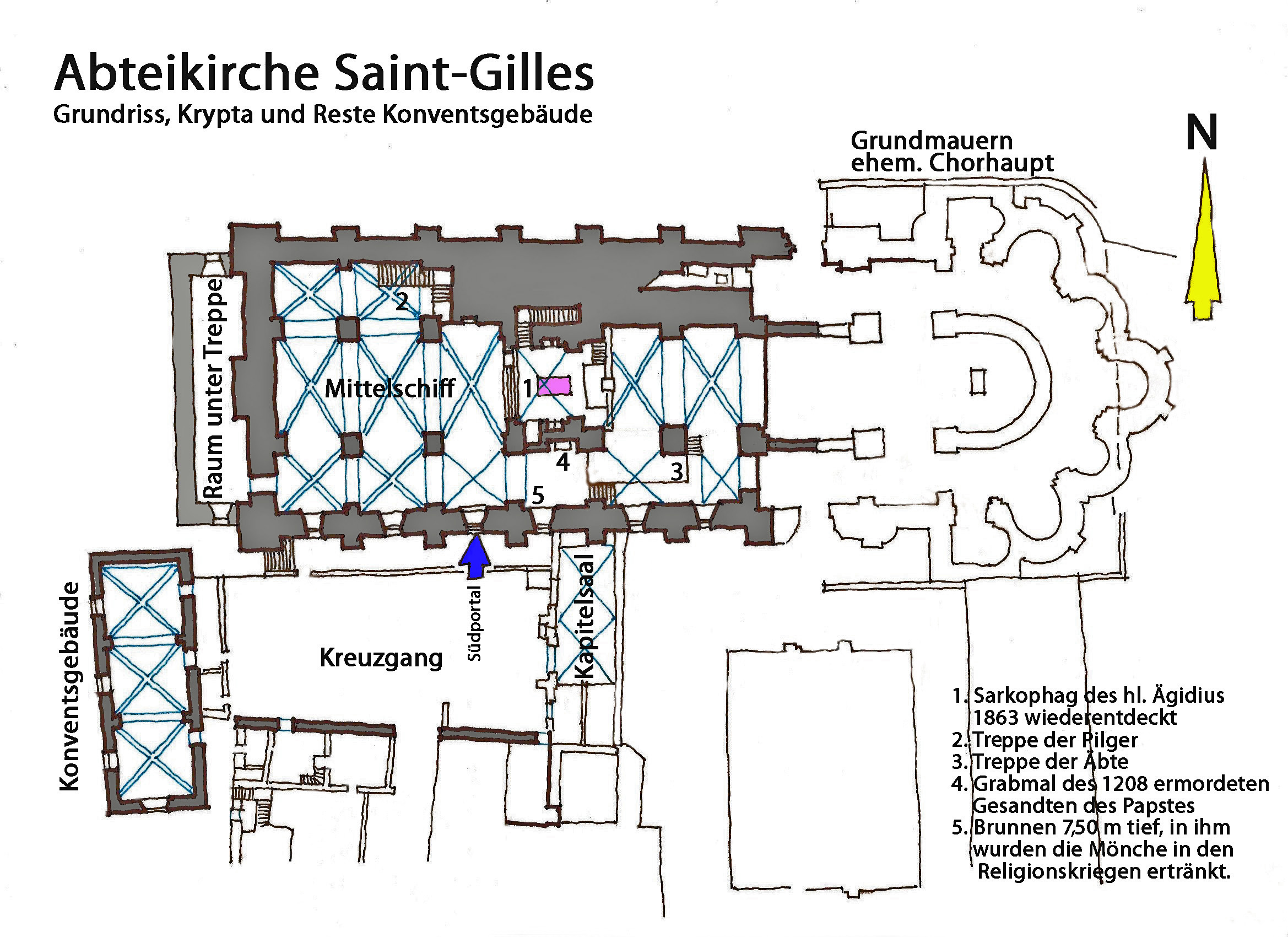
Grundriss der Krypta und der Reste des Konventsgebäudes, Handskizze

Mit dem Bau der Unterkirche soll bereits am Ende des 11. Jahrhunderts begonnen worden sein. Die Unterkirche ist mit ihrer Länge von 60 und einer Breite von 33 Metern (inklusive der Pfeilervorlagen) ungewöhnlich groß und stellt eine architektonische Meisterleistung dar. Diese Größe wurde wohl notwendig, um die bis dahin in St-Gilles bereits stark angewachsenen Pilgerströme am Grab des Schutzpatrons, des heiligen Ägidius, unterzubringen, die dort beten wollten.
Die Unterkirche ist entsprechend dem Langhaus der Oberkirche dreischiffig und sechsjochig konzipiert. Sie wird von einem System gedrückter Kreuzrippen überwölbt, welches die hohe Last der Oberkirche zu tragen hat. An dieser Stelle taucht in der Architektur Südfrankreichs die Kreuzrippe zum ersten Mal auf. Das Bauwerk zeigt teilweise wesentliche Unterschiede, die auf verschiedene Unterbrechungen und Wiederaufnahmen der Bauarbeiten hindeuten. So finden sich neben überwiegend Kreuzrippengewölben auch Kreuzgratgewölbe und Tonnengewölbe.
Im nördlichen Seitenschiff gibt es im 3. bis 6. Joch keinerlei Verbindungen zum Mittelschiff. Das bedeutet aber nicht, dass das von Beginn an so gewesen ist. Vorstellbar ist, dass dieser Bereich vor dem Abbruch der Oberkirche abgemauert wurde und dann mit dem Abbruchmaterial der Oberkirche verfüllt worden ist. Das grobe Mauerwerk, das sich von den sorgfältig bearbeiteten Steinoberflächen der umgebenden Pfeiler und Wände unterscheidet, vermittelt den Eindruck dieser nachträglichen Schließung.
Ungewöhnlich ist die Lage und Größe des Confessiojochs im vierten Mittelschiffjoch, das vermutlich einem Vorgängerbau zugeschrieben wird. Seine deutlich kleinere innere Dimension und Verschiebung aus der Längsachse der Krypta setzen es von den anderen Mittelschiffjochen klar ab.
In seiner Mitte steht der Steinsarg mit den Gebeinen des heiligen Ägidius, der erst 1865 vom Abt Goubier wiederentdeckt wurde. Das könnte darauf hindeuten, dass die Krypta auch noch umfangreicher mit Schutt verfüllt war. Der Boden dieses Confessiojochs ist gegenüber den anderen um knapp einen Meter abgesenkt. So fanden sich im 19. Jahrhundert auch noch andere Steinsärge in der östlichen Nische am Ende des südlichen Seitenschiffs. Der Sarkophag trägt die Inschrift:
INH TML QI CB AEGD Folgendes lässt sich entziffern: IN HOC TUMULO QUIESCIT CORPUS BEATI AEGIDII und bedeutet „In diesem Grab ruht der Körper des glückseligen Aegidius“.
Auf dem Gewölbe über dem Grabmal finden sich Spuren, die auf die Vorarbeit an einem Fresko hindeuten, die jedoch sehr verschwommen sind.
Die Krypta kannte vier Treppen unterschiedlicher Epochen. Die beiden ältesten lagen unmittelbar nördlich des Confessiojochs und wurden eine nach der anderen zu unbekannten Zeitpunkten zugunsten einer großzügigeren Erschließung aufgegeben. In Benutzung ist heute nur noch die Treppe im 2. und 3. Joch des nördlichen Seitenschiffs, die „Treppe der Pilger“ genannt wird. Ob sie von Beginn an an dieser Stelle angelegt war, ist unklar. Möglicherweise war sie Teil einer Umplanung, die im Zusammenhang mit der vermeintlichen Aufgabe der Nordostjoche gestanden haben könnte.
Im fünften Joch des südlichen Seitenschiffs findet sich die so genannte „Äbtetreppe“ die 1220 erbaut wurde, über die die Äbte in die Oberkirche gelangten. Darunter befindet sich die Liegefigur des Domherren und Priesters von Saint-Gilles, Emile d'Everlange, der dort im Jahr 1889 begraben worden ist.
Im vierten Joch befindet sich in der Wand zum Mittelschiff eine Nische, in der das Grabmal des Gesandten des Papstes Innozenz III. Pierre de Castelnau, der 1208 ermordet worden ist und dessen Mord den Anlass zum Kreuzzug gegen die Katharer oder Albigenser gab. Im selben Joch des südlichen Seitenschiffs findet sich ein Brunnen, der immerhin 7,47 Meter tief ist, dessen Schacht vorbildlich gemauert worden ist und der Zeuge der Religionskriege geworden ist.
Auf dem äußeren Strebepfeiler zwischen Joch 1 und 2 auf der Außenwand des südlichen Seitenschiffs der Krypta ist folgende Inschrift eingemeißelt: ANNO DOMINI MCXVI HOC TEMPLUM SANCTI AEGIDII AEDIFICARIi CEPIT MENSA FERIA II IN OCTAVO PASCE. Sie deutet darauf hin, dass „der Bau des dem heiligen Ägidius gewidmeten Tempels im Monat April 1116 am Ostermontag begonnen wurde“. Sie erinnert wahrscheinlich an eine Wiederaufnahme der Arbeiten (nach Fertigstellung der Unterkirche).
Auf der Westwand der Krypta ist nahezu in ganzer Breite ein 5 Meter breiter Raum angefügt, der mit einem Gewölbe in Form einer Vierteltonne überdeckt ist, welches sich mit ihrem Scheitel gegen die Westwand lehnt und die Freitreppe unter der Fassade trägt, eine Rekonstruktion des 19. Jahrhunderts. Der Zugang in diesen Raum erfolgt durch eine Tür in der Kopfwand des südlichen Seitenschiffs deren Öffnung erst im 19. Jahrhundert ausgespart wurde. Die Nutzung des Raumes ist ungeklärt. Man ist aber sicher, dass es sich nicht um eine zufällige durch die Treppenkonstruktion bedingte Raumbildung handeln kann. Die auf Sicht bearbeiteten Quadern des Sockels der Westfassade und fünf in die Blöcke gemeißelten Gedenkschriften machen deutlich, dass der Bereich vor dieser Fassade in irgendeiner Weise genutzt worden ist. Hier finden sich verschiedene Mauerreste, die vermutlich auf Vorgängerbauten zurückgehen. Möglicherweise bestand von diesem Bereich eine Verbindung nach Süden zu den Konventsgebäuden.

Krypta, Graphik aus Taylor/Nodier 1837
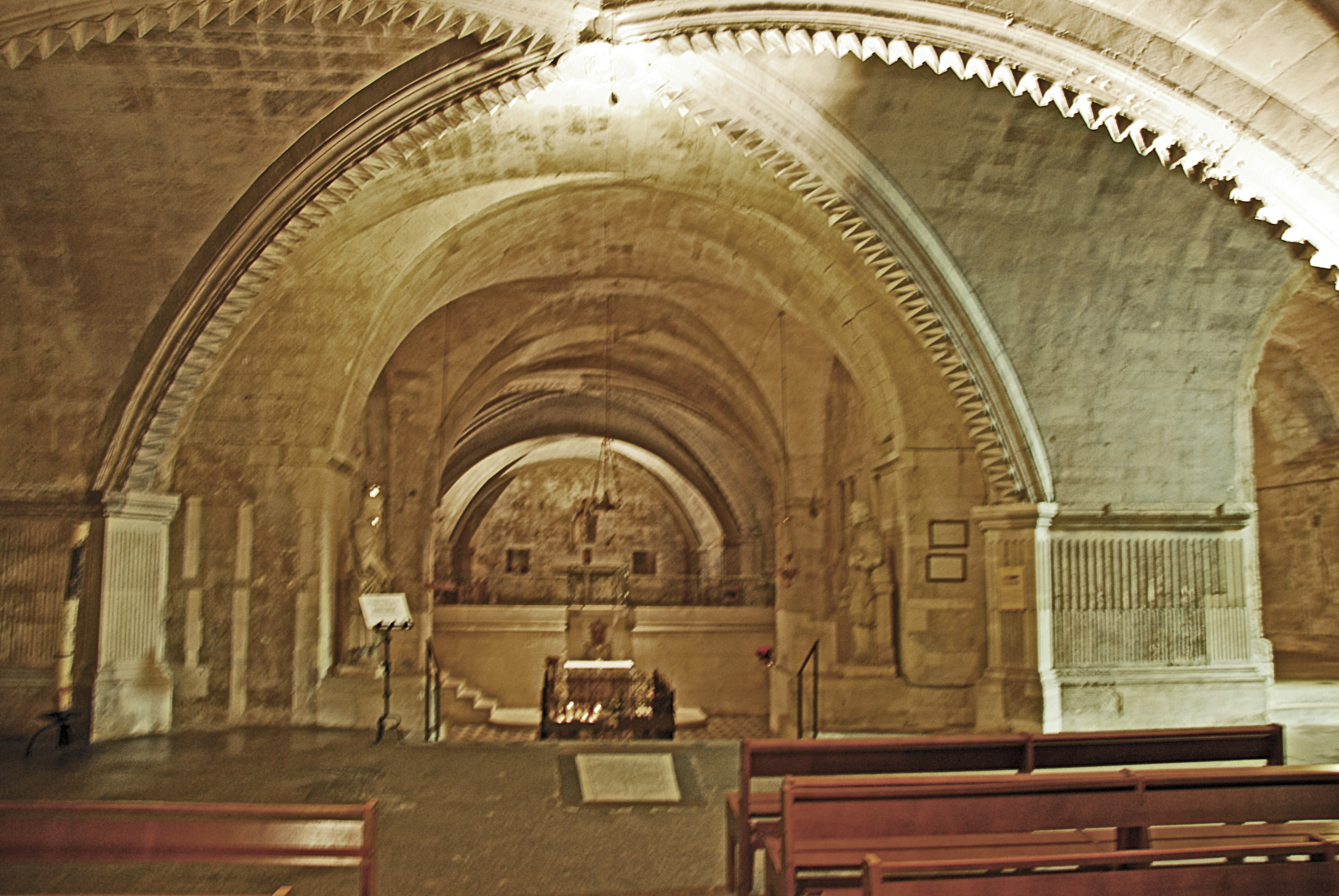
Krypta, Mittelschiff (Confessiojoch) mit Grab des Hl. Ägidius

### Reste der Konventsgebäude
Von der Klausur, die in Höhe der Krypta an die Südwand der Klosterkirche anschloss, ist nur sehr wenig an Substanz erhalten (siehe Grundriss Krypta). Größte Teile der mittelalterlichen Bausubstanz sind in späteren Veränderungen, besonders in den Zerstörungen der Religionskriege und in der Bebauung nach der Säkularisation des Klosters aufgegangen. Von der Anlage des 12. Jahrhunderts sind noch erhalten: die südlichen Begrenzungsmauern des Kreuzgangs und das untere Geschoss eines Konventsgebäudes im Westen, welches den einzigen vollständig erhaltenen Raum des Klosters, einen in drei Jochen gewölbten Saal, in sich birgt. Mit einem breit gelagerten Bandgewölbe steht er dem Bau der Krypta sehr nahe.
An der Südwand der Kirche sind noch verschiedene Spuren der Dachkonstruktion des Kreuzgangs erkennbar, so eine aus der Wand auskragende Konsole und Mörtelreste der Dacheindeckung. Der räumliche Abschluss der Klausur nach Osten wird auf Höhe des vierten Kryptajochs durch die Reste eines Gebäuderiegels aus dem Barock markiert, der möglicherweise auf den alten Fundamenten der romanischen Anlage errichtet wurde. (Kapitelsaal ?)

### Spindeltreppe
Eingelassen in die Nordmauer des einstigen Chores befindet sich eine heute freistehende, steinerne Spindeltreppe, die Vis de St. Gilles („Schraube von St. Gilles“) aus der ersten Hälfte des 12. Jahrhunderts. Es handelt sich um eine steinerne Spindeltreppe hinauf in den Glockenturm. Ihre fächerartig geschichtete Stufen bilden zugleich unterseitig das um den Kern gewundene Tonnengewölbe der Treppe. Die komplizierte Form der Spindeltreppe im Inneren des Gebäuderestes ist ein Meisterwerk der Steinmetzkunst und deshalb bis heute eine Etappe für Steinmetzgesellen auf ihrem Weg von Sainte-Baume nach Toulouse.

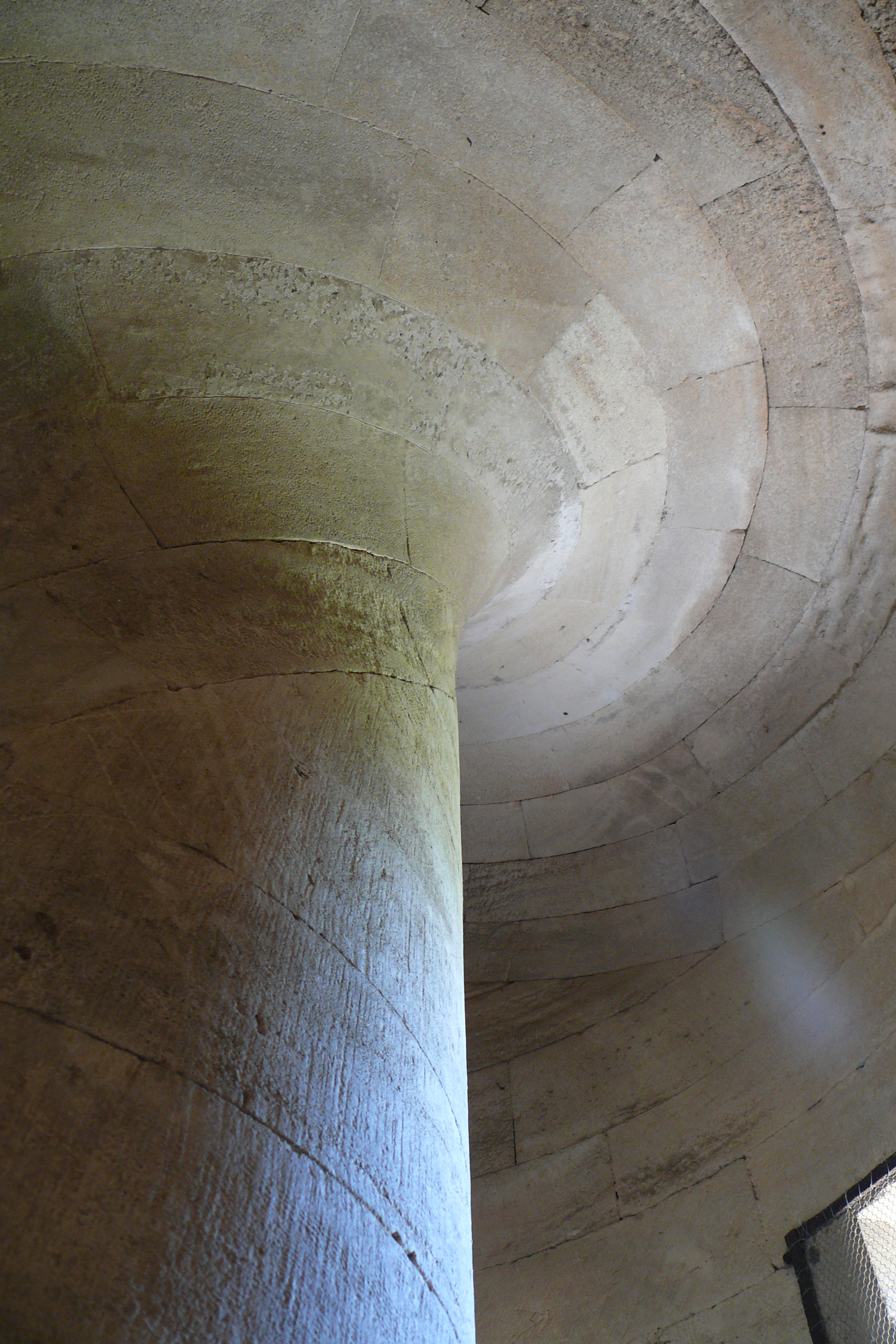
Das Gewölbe der Spindeltreppe Vis de St.Gilles
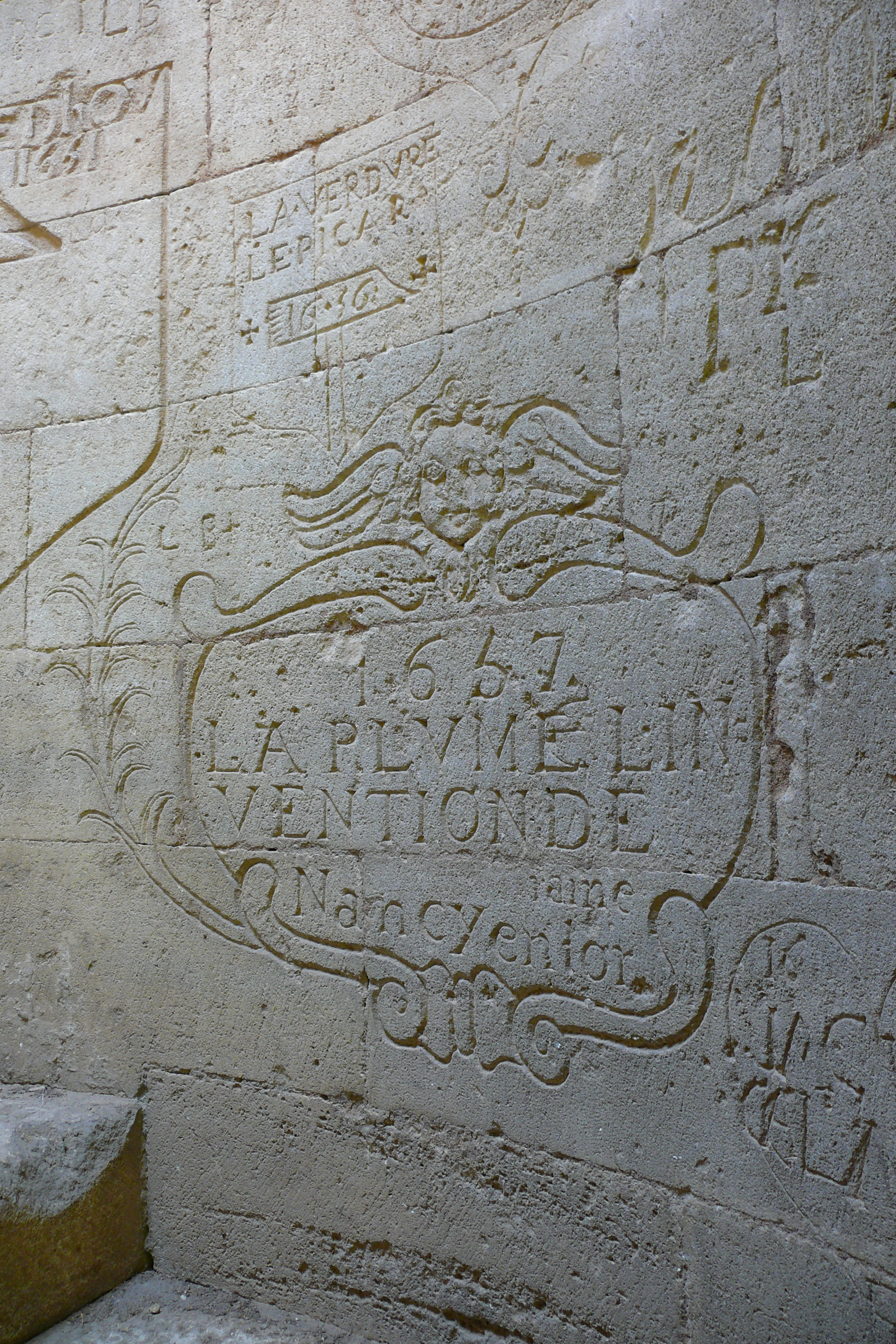
Eingemeißelte Inschriften auf der Innenwand der Spindeltreppe (17. Jh.)
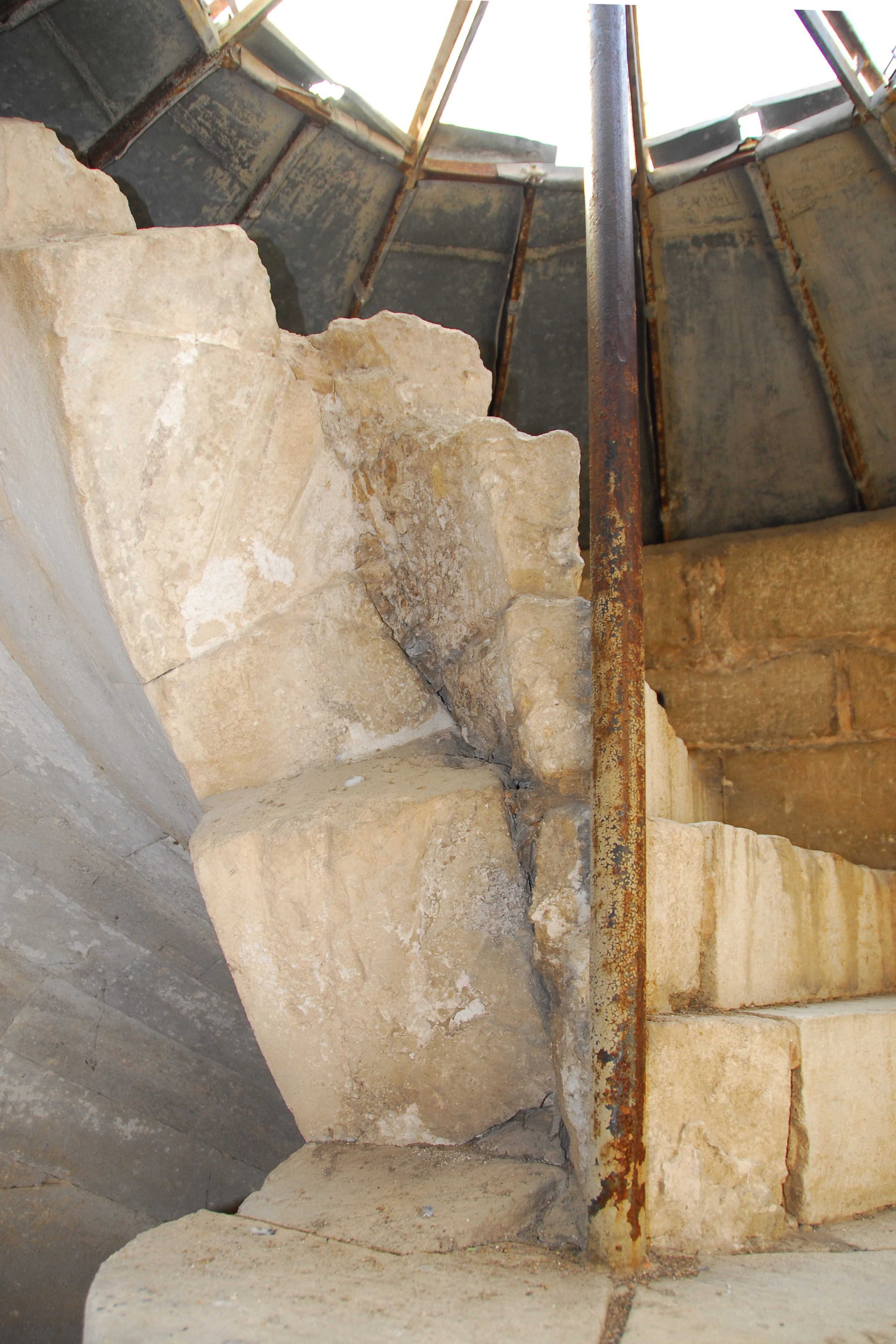
Spindeltreppe, oberes Ende
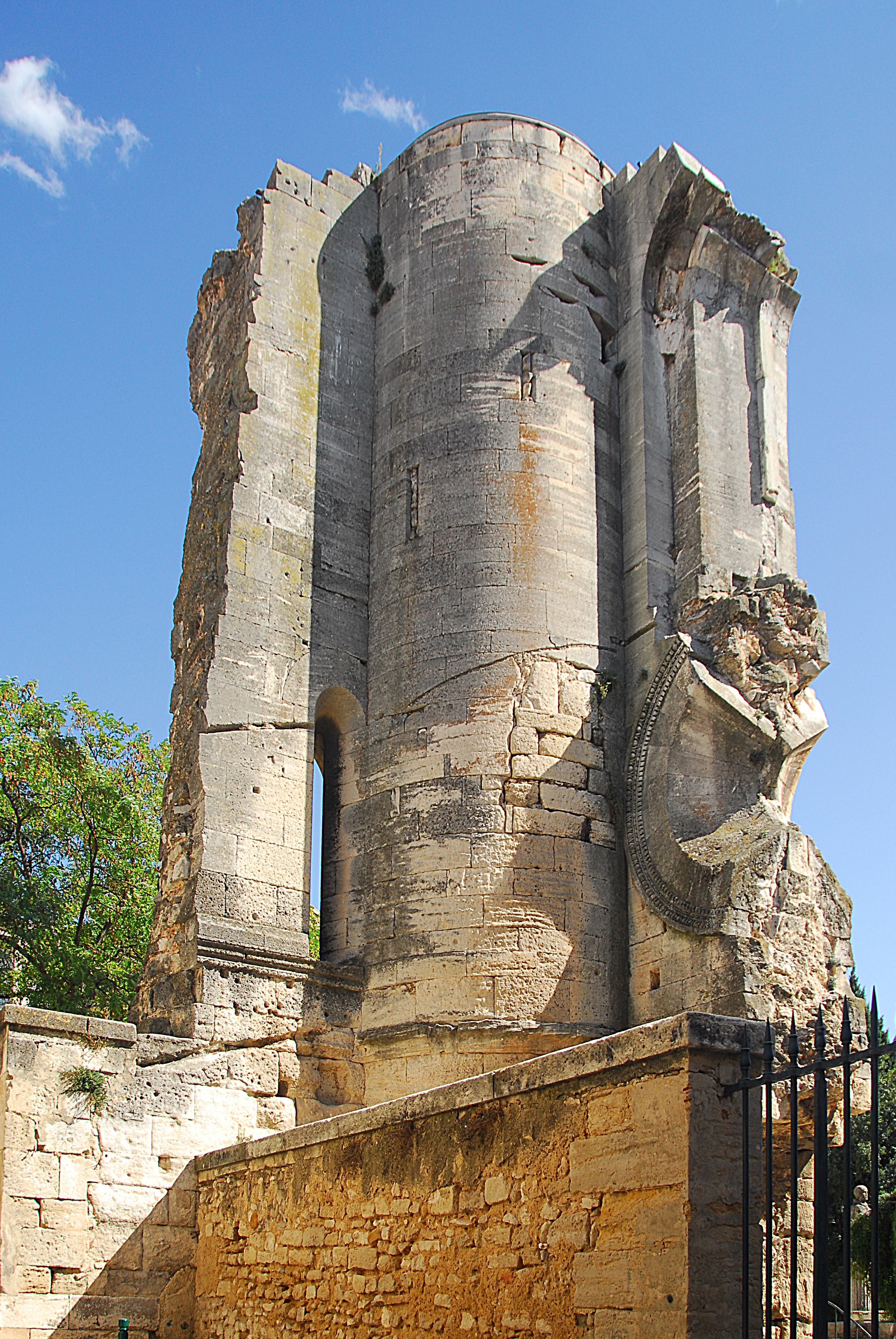
Spindeltreppe von außen